# Лигерад

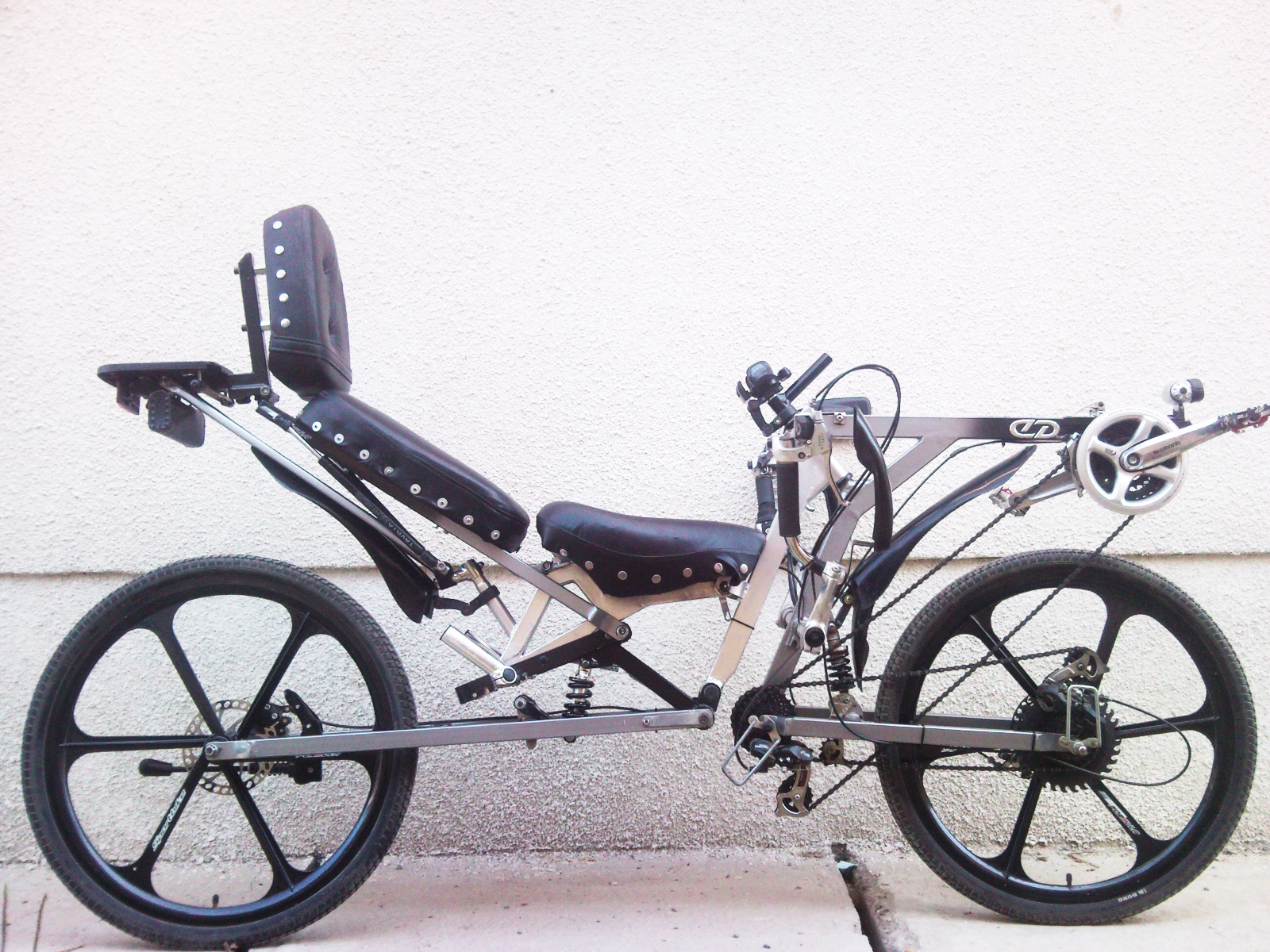
Переднеприводной лигерад конструкции украинского изобретателя Иосифа Седлаковича с подвижной педальной кареткой и подвеской обоих колёс, 2012 год

Лигерад Ринцлер разработки российских инженеров, 2017 год

Лигерад (нем. Liegerad; другое название — «рикамбент») — лежачий велосипед, предусматривающий размещение велосипедиста полулёжа или лёжа на спине, либо на животе.
Лигерады, как правило, быстрее обычных велосипедов из-за лучшей обтекаемости, и по этой причине не допускаются на соревнования (проводятся специальные соревнования для лигерадов).
Впервые лигерад был использован на международных соревнованиях в 1933 году, но в 1934 году Международный союз велосипедистов запретил участие в велогонках на любой велотехнике, которая отличается конструкцией от стандартного велосипеда. По состоянию на 2012 год часовой рекорд для стримлайнеров (лигерадов в полном обтекателе) составляет 91 км 595 м, для лигерадов без обтекателей — 52 км 074 м. Для стандартных спортивных велосипедов — 54 км 526 м (по состоянию на июль 2015 года).

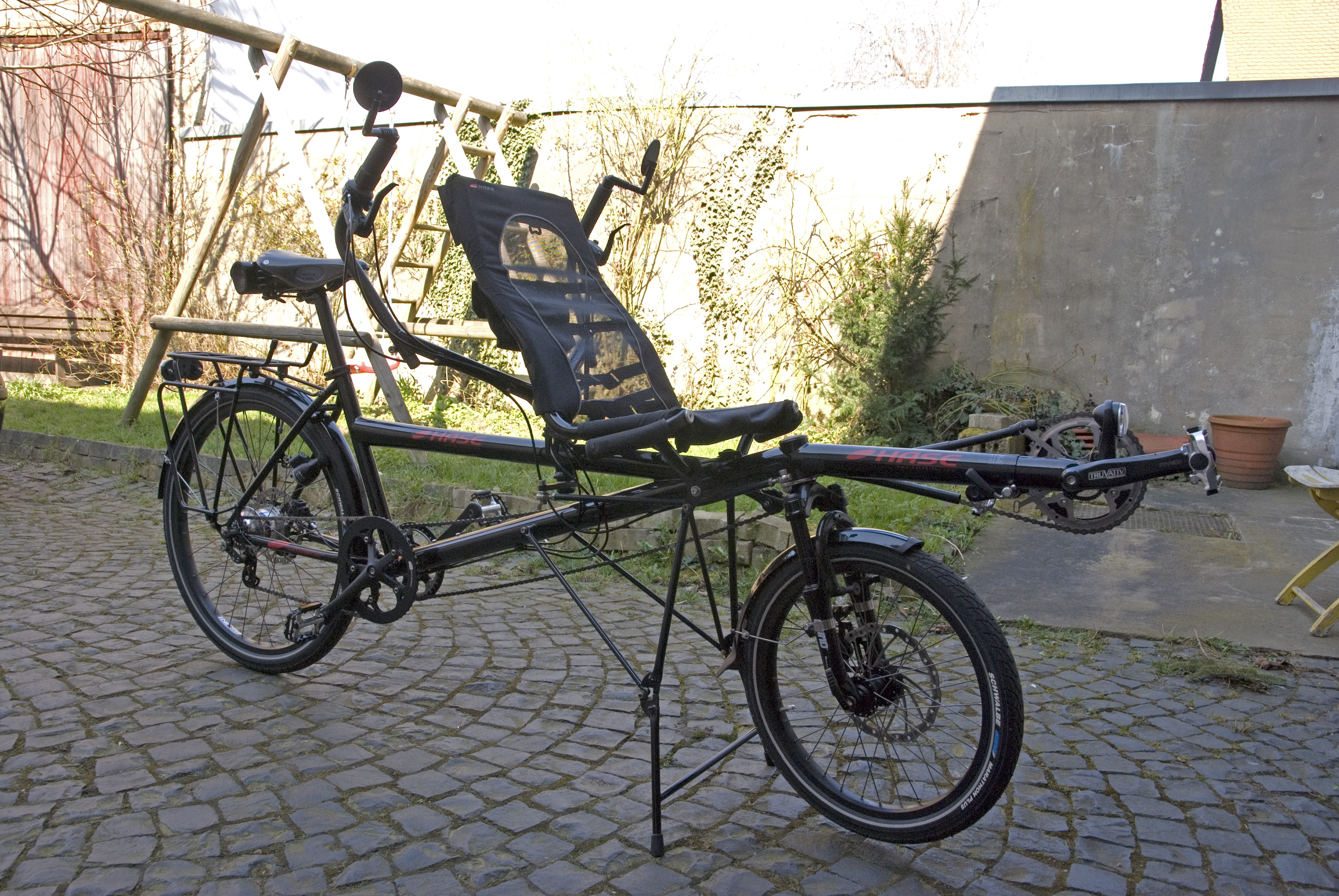
Немецкий тандемный лигерад Hase (один велосипедист полулежит, другой сидит)

Другими преимуществами лигерадов является комфортабельность, отсутствие нагрузки на спину, меньшая вероятность развития импотенции у мужчин, безопасность головы при авариях. Недостатками являются большой вес и размеры, высокая стоимость, худший обзор, медленный поворот и более трудная езда в гору (велосипедист не может встать на педали, чтобы давить на них всем своим весом). Последнее утверждение весьма спорно, так как используя упор спины в сиденье можно прилагать к педалям усилие даже превышающее вес велосипедиста.
Также существуют тандемные лигерады (один велосипедист полулежит, другой сидит либо оба находятся в полулежачей посадке).
Лигерады достаточно широко распространены в Европе, где популярны среди туристов.
Лежачие велосипеды выпускаются как промышленным способом, так и строятся самодельщиками.

## Описание конструкции
Рама
Рама лигерада изготавливается из круглых или квадратных труб с различным сечением и прочностью, в зависимости от предназначения велосипеда и совершенства его конструкции. Легированная сталь, алюминиевые и титановые сплавы, углепластик, а также авиационная фанера — часто используемые материалы для изготовления современного лежачего велосипеда. Большинство лигерадов имеют хребтовую раму, хотя иногда встречаются и пространственные.
Обтекатели
Лигерад может оснащаться полностью закрытым или частичными обтекателями. Полностью капотированный лигерад называется стримлайнером. Обтекатели, как правило, делаются съёмными и могут устанавливаться на большинство лигерадов. В заднем обтекателе часто оборудуют небольшой багажник. В качестве типичных материалов для обтекателя используют стеклопластик, алюминиевые сплавы, карбон, кевлар, фанеру или непромокаемую ткань, натянутую на каркас.

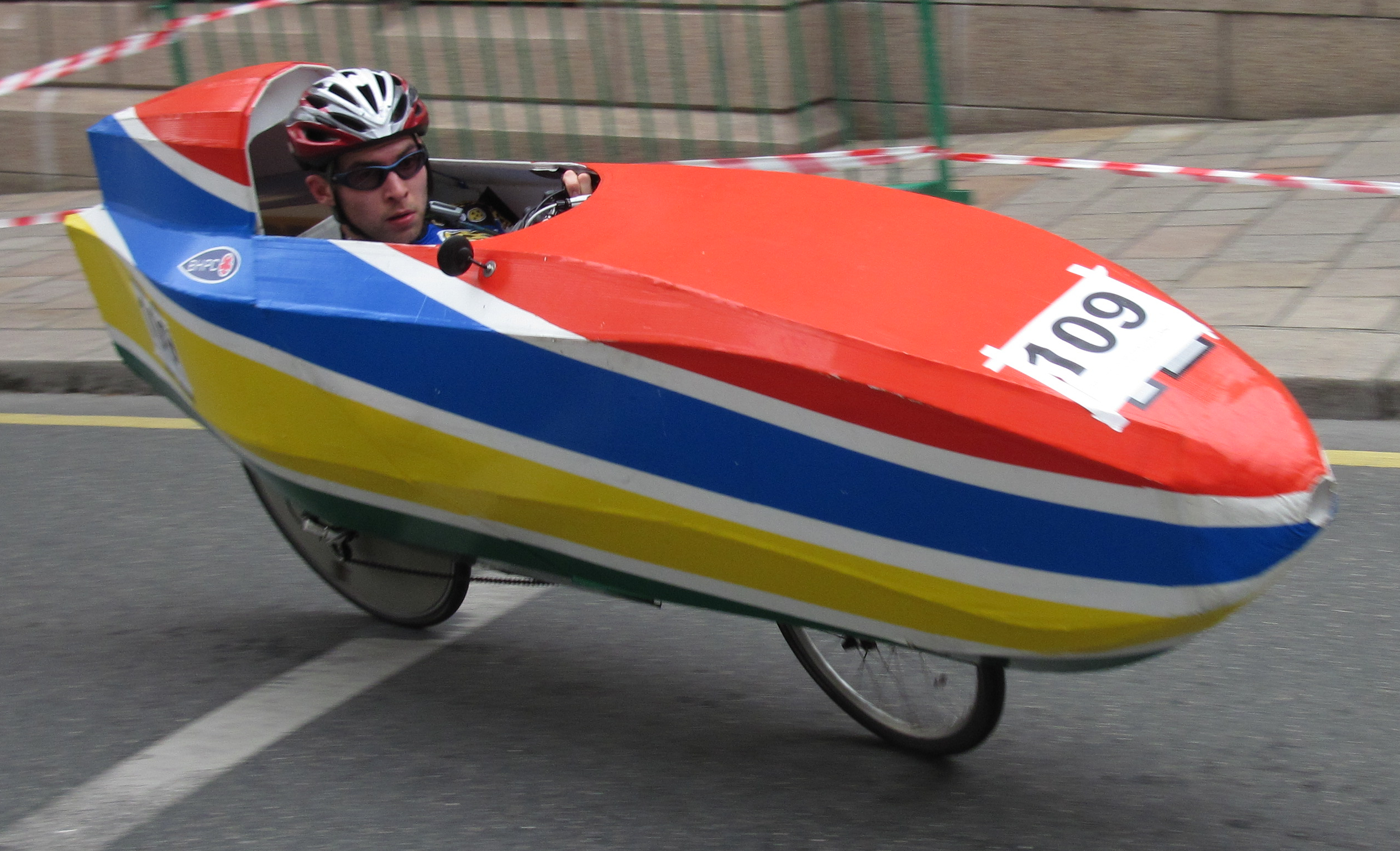
Стримлайнер (полностью капотированный лигерад)
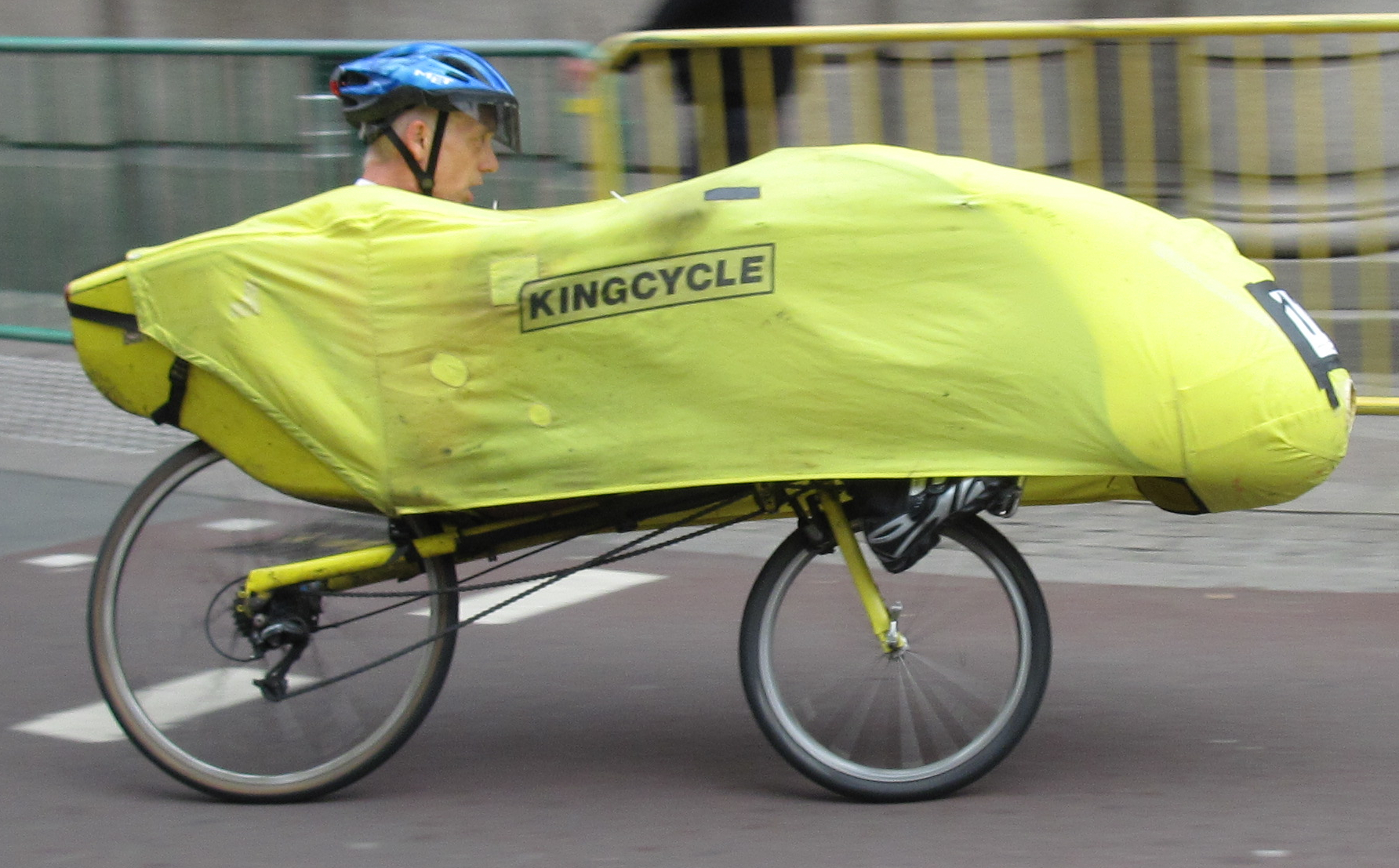
Лежачий велосипед с тканевым обтекателем
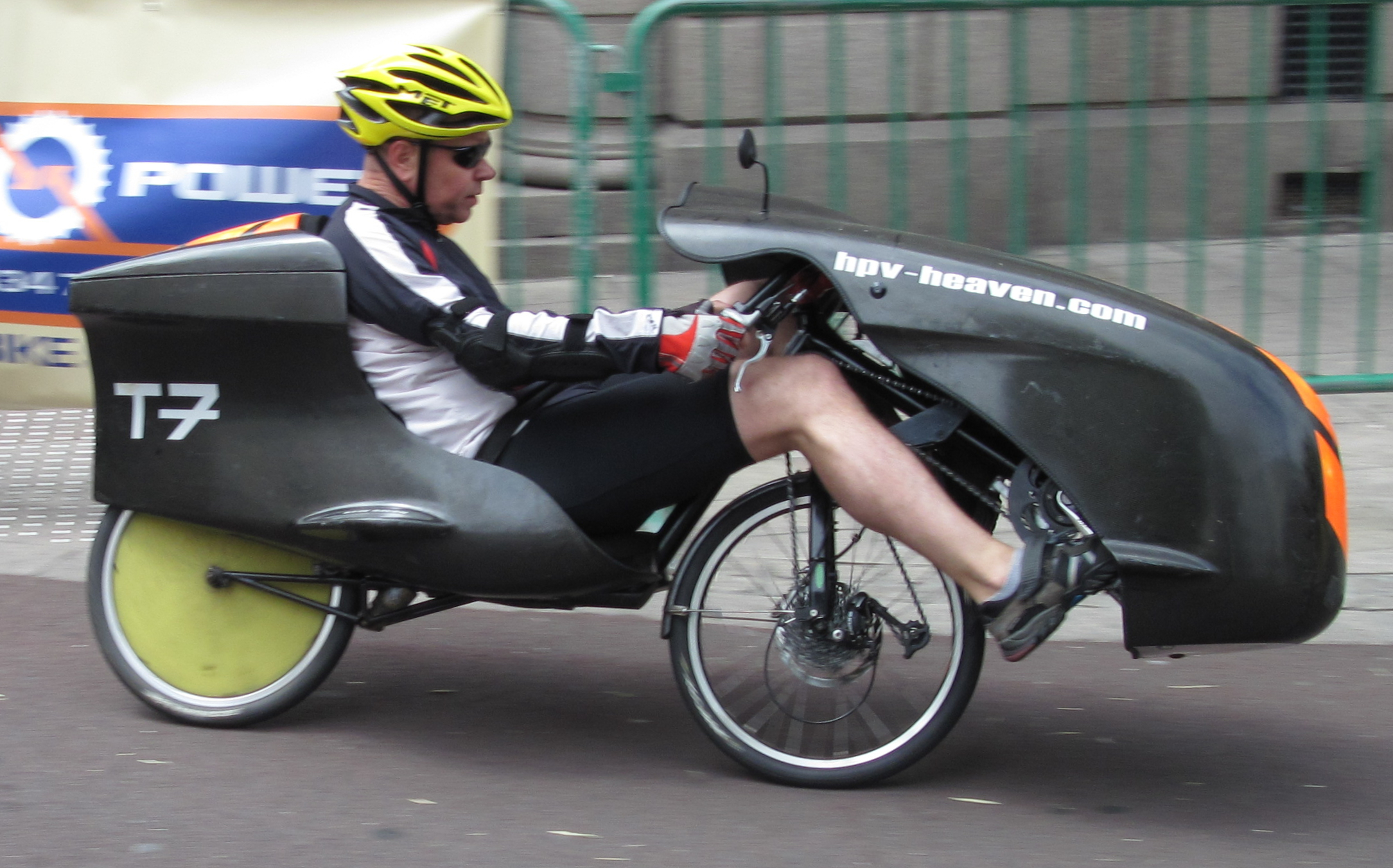
Лежачий велосипед с передним и задним обтекателями
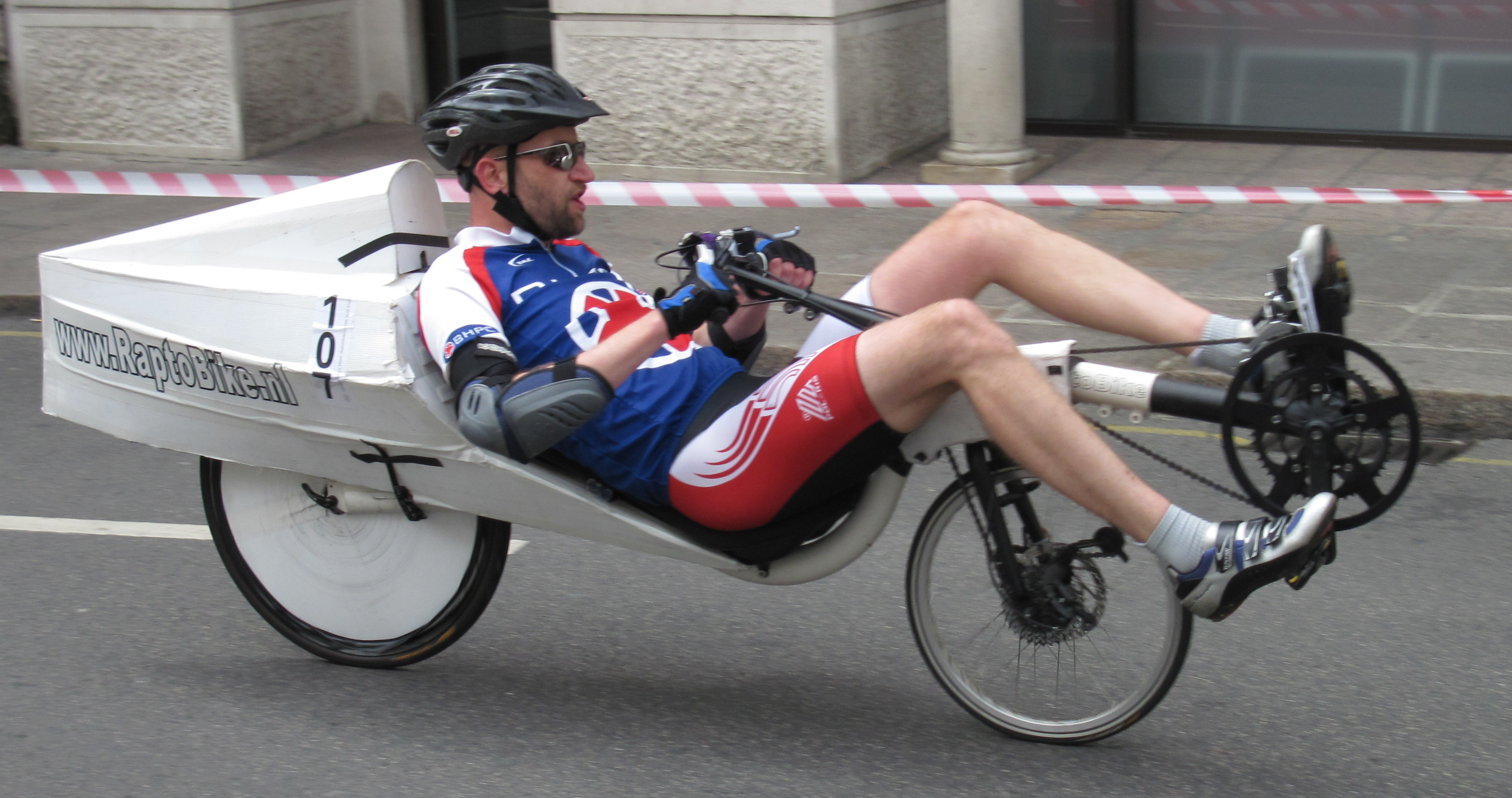
Лежачий велосипед с задним обтекателем

Привод
Лежачий велосипед может иметь ножной или ручной привод. Привод может осуществляться на переднее или заднее колесо. На ведущее колесо крутящий момент может передаваться с помощью цепи, ремня, карданного вала или стальных (кевларовых) тросиков. С точки зрения движения ног (рук) веломобилиста, привод веломобиля может быть круговым, эллиптическим или линейным. На некоторые лигерады устанавливают вспомогательный электродвигатель, например, «BionX».

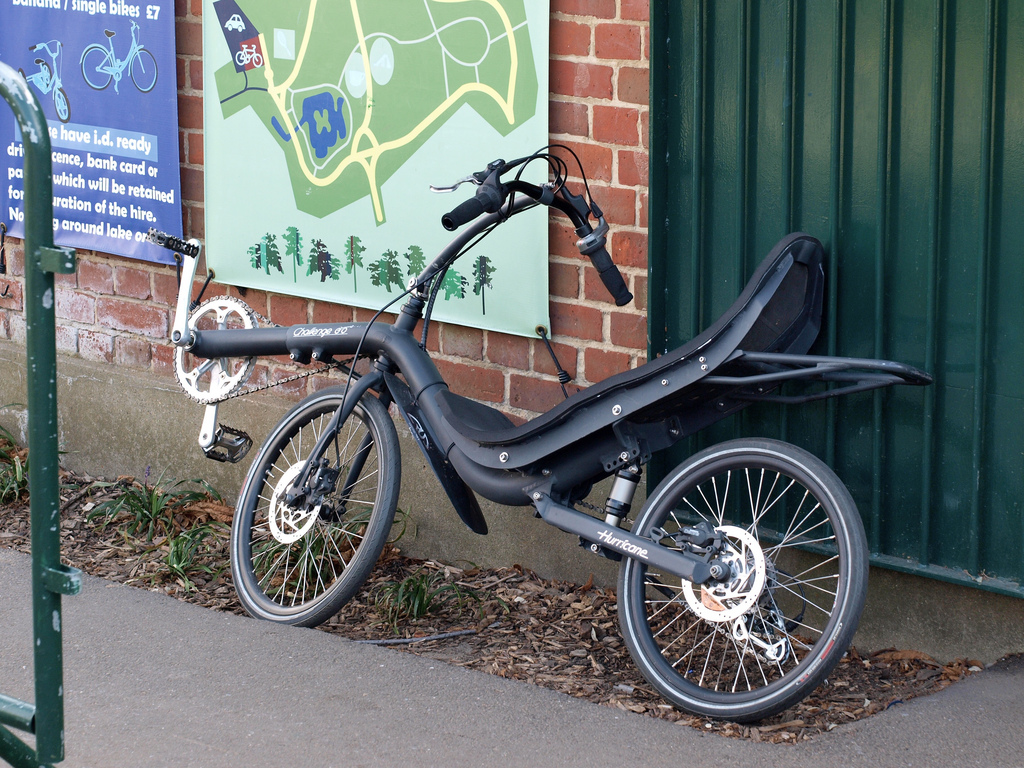
Заднеприводной лигерад Challenge Hurricane
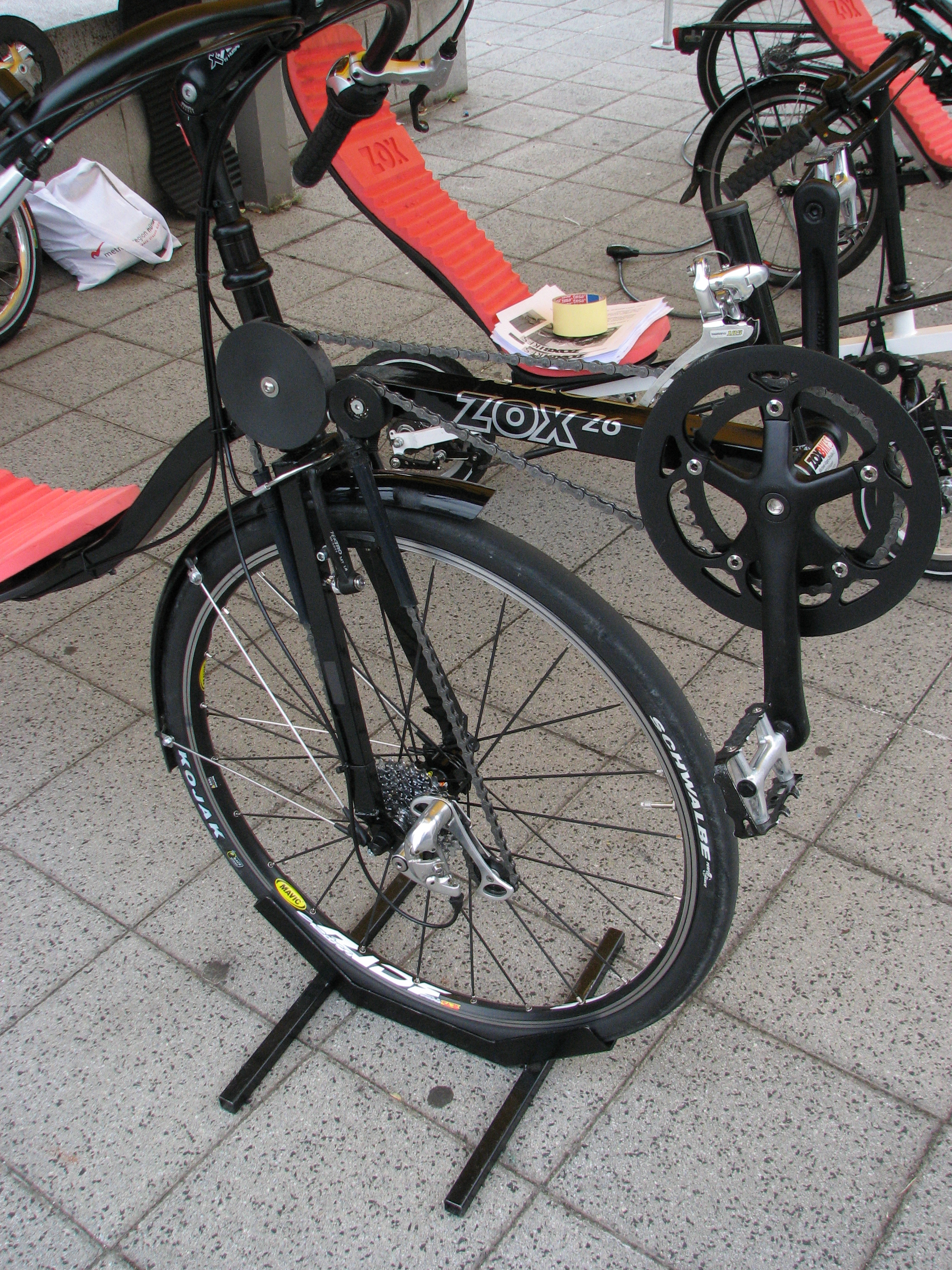
Крупный план: передний привод с неподвижной кареткой лигерада ZOX
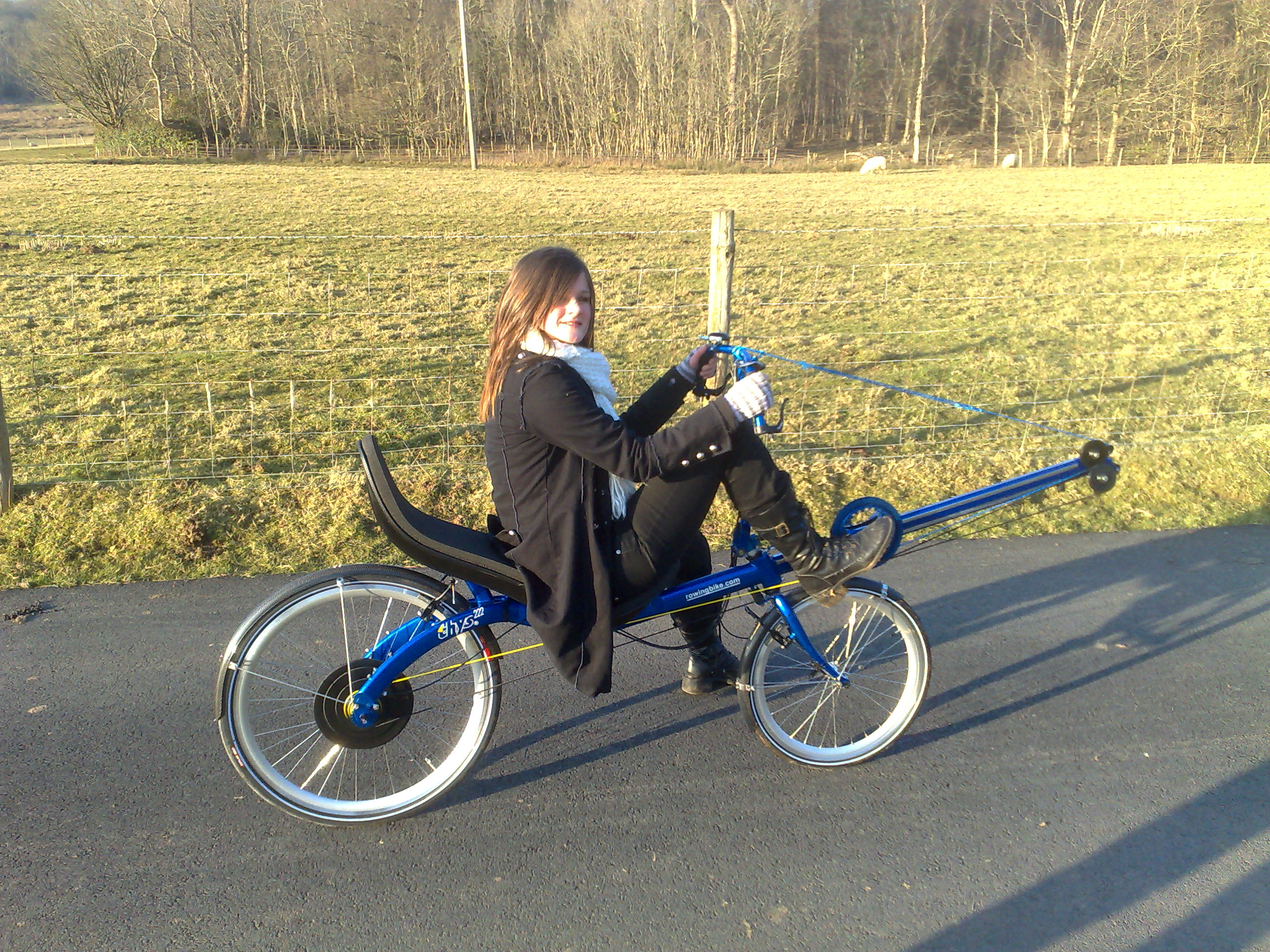
Голландский лигерад Thys с комбинированным приводом «академическая гребля», 2008 год.

Система переключения передач
Лигерад оснащается, как правило, классическим или планетарным переключателем скоростей, однако могут также устанавливаться велосипедные вариаторы такие, как «NuVinci N360» или вариатор Б. Фролова.

## Классификация
Существуют различные способы классификации лигерадов. Наиболее часто лигерады разделяют на прогулочные, спортивные и рекордно-гоночные. Чтобы классифицировать лежачие велосипеды более точно, их рассматривают с точки зрения привода (передний или задний), величины колёсной базы и расстояния от сиденья до земли.

### Привод
- Задний привод — заднее колесо является ведущим. Часто используются направляющие ролики, пластиковые трубки или промежуточные валы, что вызвано необходимостью гасить колебания длинной цепи.
- Передний привод с подвижной кареткой — переднее колесо является ведущим. Преимуществами такого привода являются высокая эффективность и надёжность. Недостатками — влияние педалирования на управление лигерада. Чувствительность управления зависит от угла установки передней вилки, ширины и формы руля, расстояния от руля до педальной каретки, а также от высоты сиденья относительно педальной каретки. Оптимальным углом установки передней вилки при такой компоновке считается 45 градусов.
- Передний привод с неподвижной кареткой — переднее колесо является ведущим. Такой привод обеспечивает свободу в выборе расположения сиденья и позволяет сделать лигерад складным. Педалирование, в отличие от привода с подвижной кареткой, на управление лигерада не влияет. Угол поворота руля относительно небольшой и ограничивается эластичностью цепи.

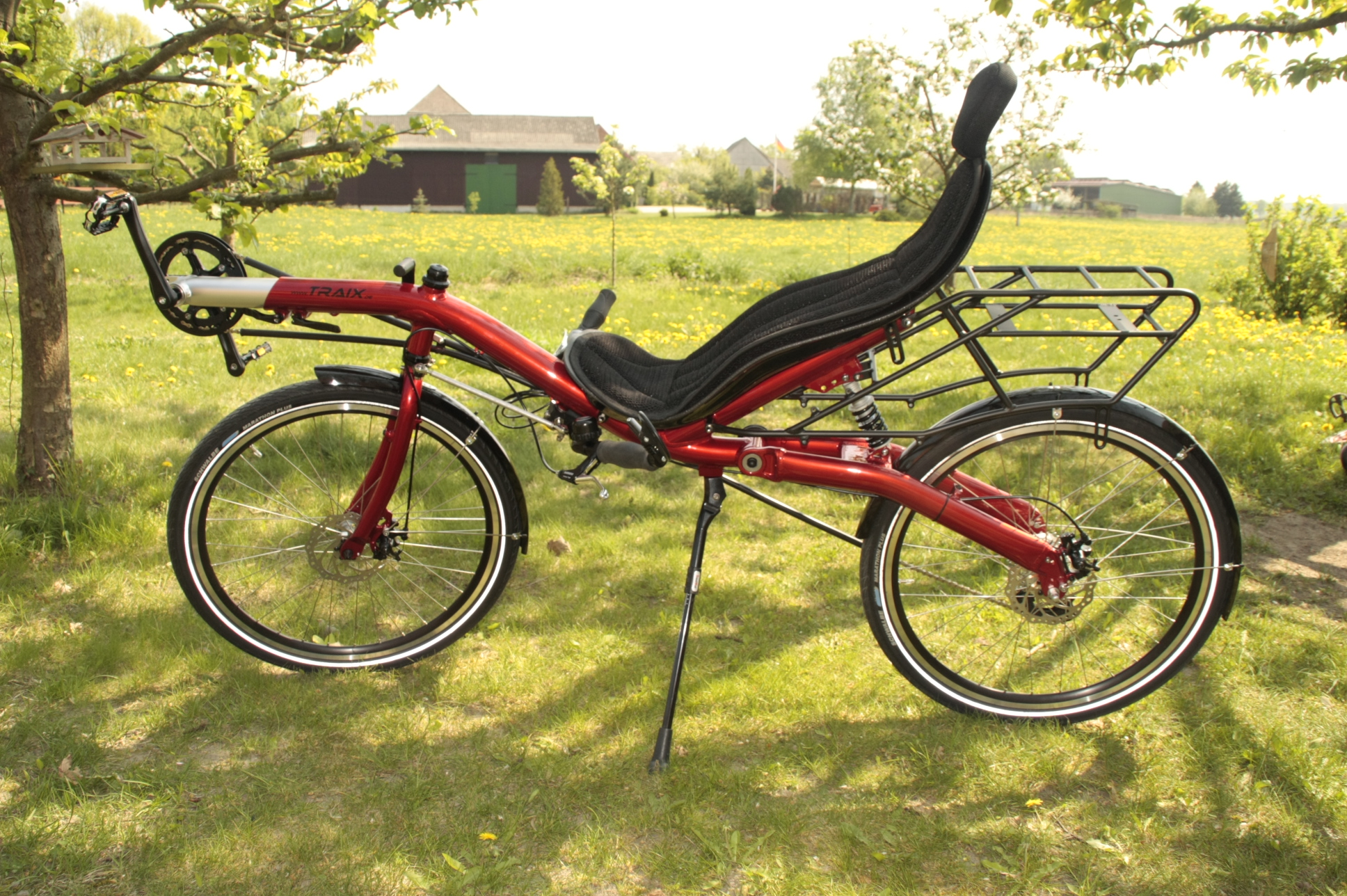
Немецкий заднеприводной серийный лигерад «Фантом» фирмы Traix Cycles, 2011 год.
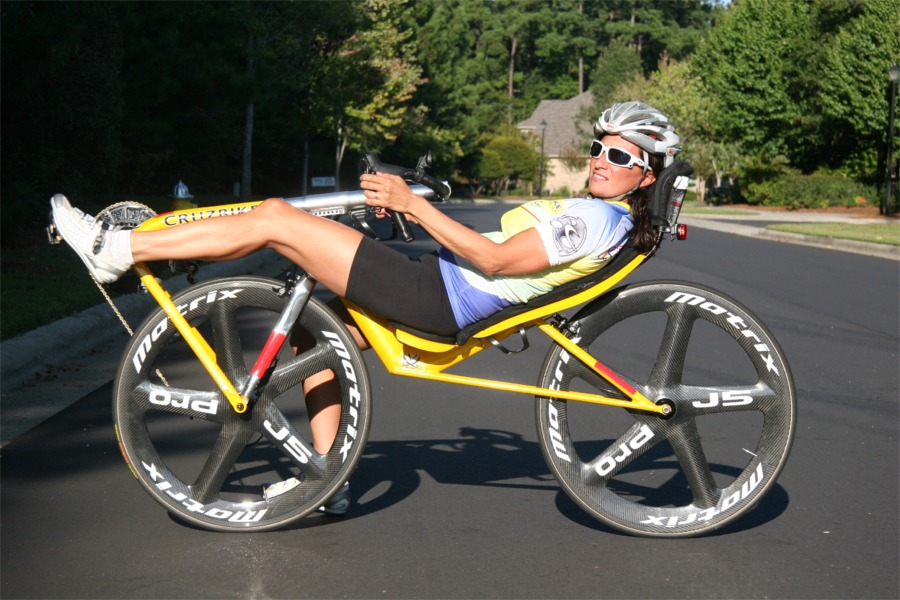
Американский переднеприводной серийный лигерад Cruzbike Vendetta с подвижной педальной кареткой, 2012 год.
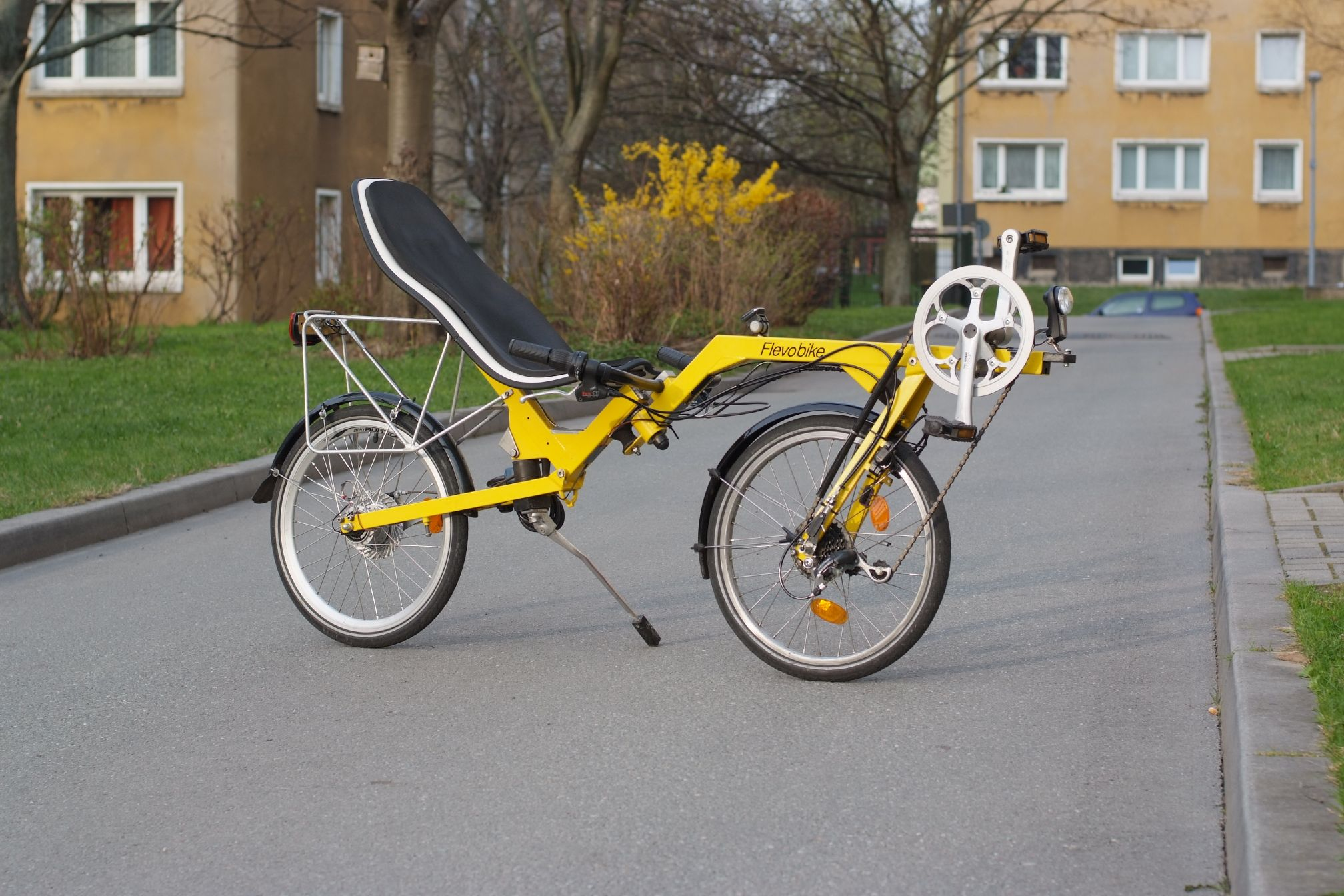
Голландский переднеприводной лигерад Flevobike с «ломающейся» рамой и подвижной педальной кареткой, 2012 год.
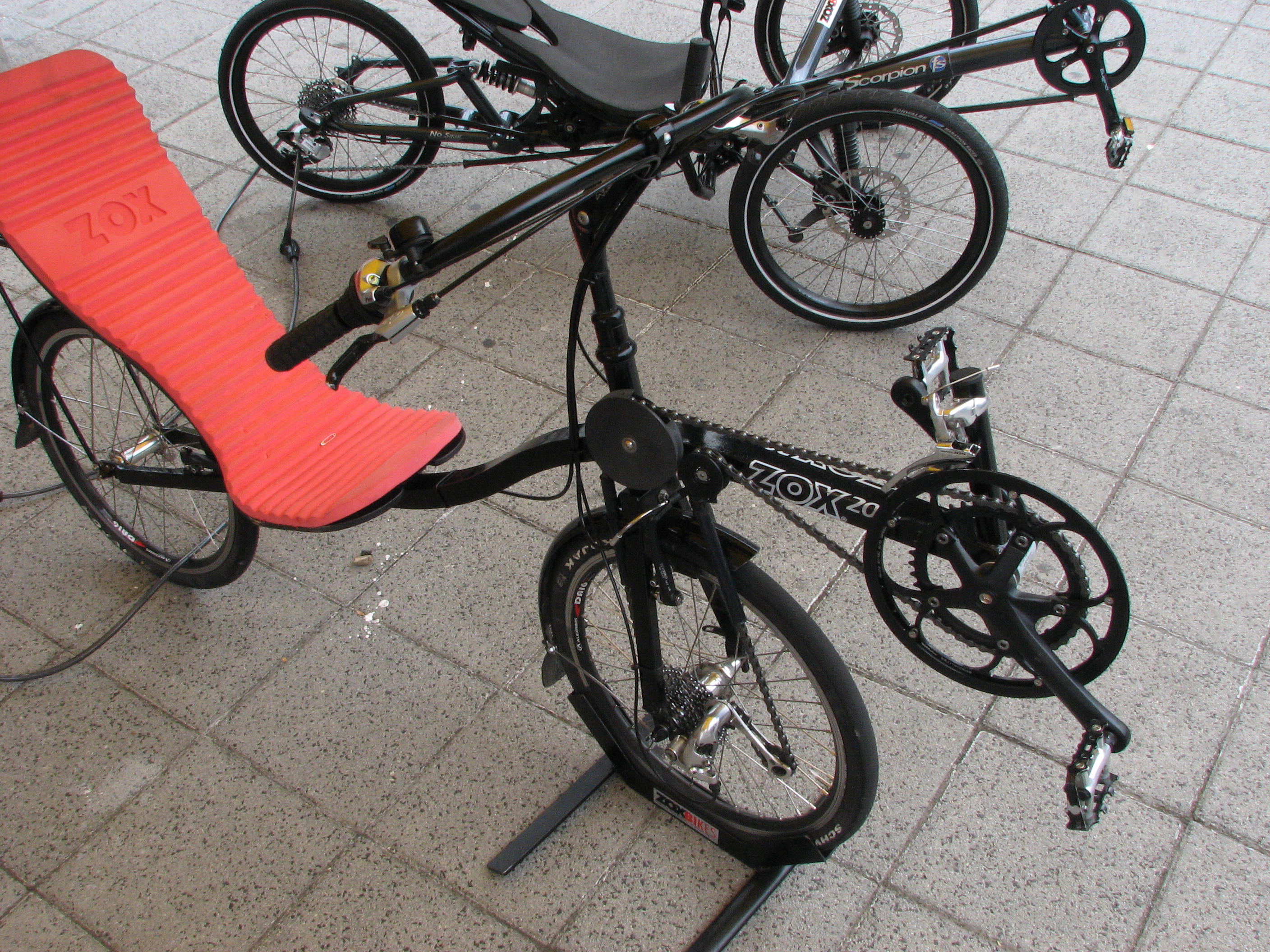
Немецкий переднеприводной лигерад Toxy с неподвижной педальной кареткой, 2009 год.

### Колёсная база
- ККБ (короткая колёсная база, SWB) — короткобазный лигерад. Переднее колесо находится позади педальной каретки. Часто используются 20" колёса. Короткобазные лигерады более манёвренные и компактные. Главным недостатком такой компоновки является пересечение цепи с передним колесом. Чтобы не допустить трения цепи об переднее колесо или вилку, цепь устанавливают через один или два направляющих ролика, что позволяет надёжно передавать крутящий момент на ведущее колесо, но снижает эффективность привода.
- СКБ (средняя колёсная база, CLWB) — среднебазный лигерад. Как правило, используются 24" или 26" колёса. Сиденье устанавливается ближе к заднему колесу или над ним для уменьшения колёсной базы.
- ДКБ (длинная колёсная база, LWB) — длиннобазный лигерад. Педальная каретка находится позади переднего колеса. Переднее колесо, как правило, меньше заднего. Преимуществами длиннобазных лигерадов являются низкая высота педальной каретки и прямая линия цепи. Недостатки такой компоновки — плохое распределение веса, с сильным смещением центра масс назад. Также из-за большой длины существенно ухудшается манёвренность, однако, по сравнению с короткобазными лигерадами, повышается устойчивость на высоких скоростях.

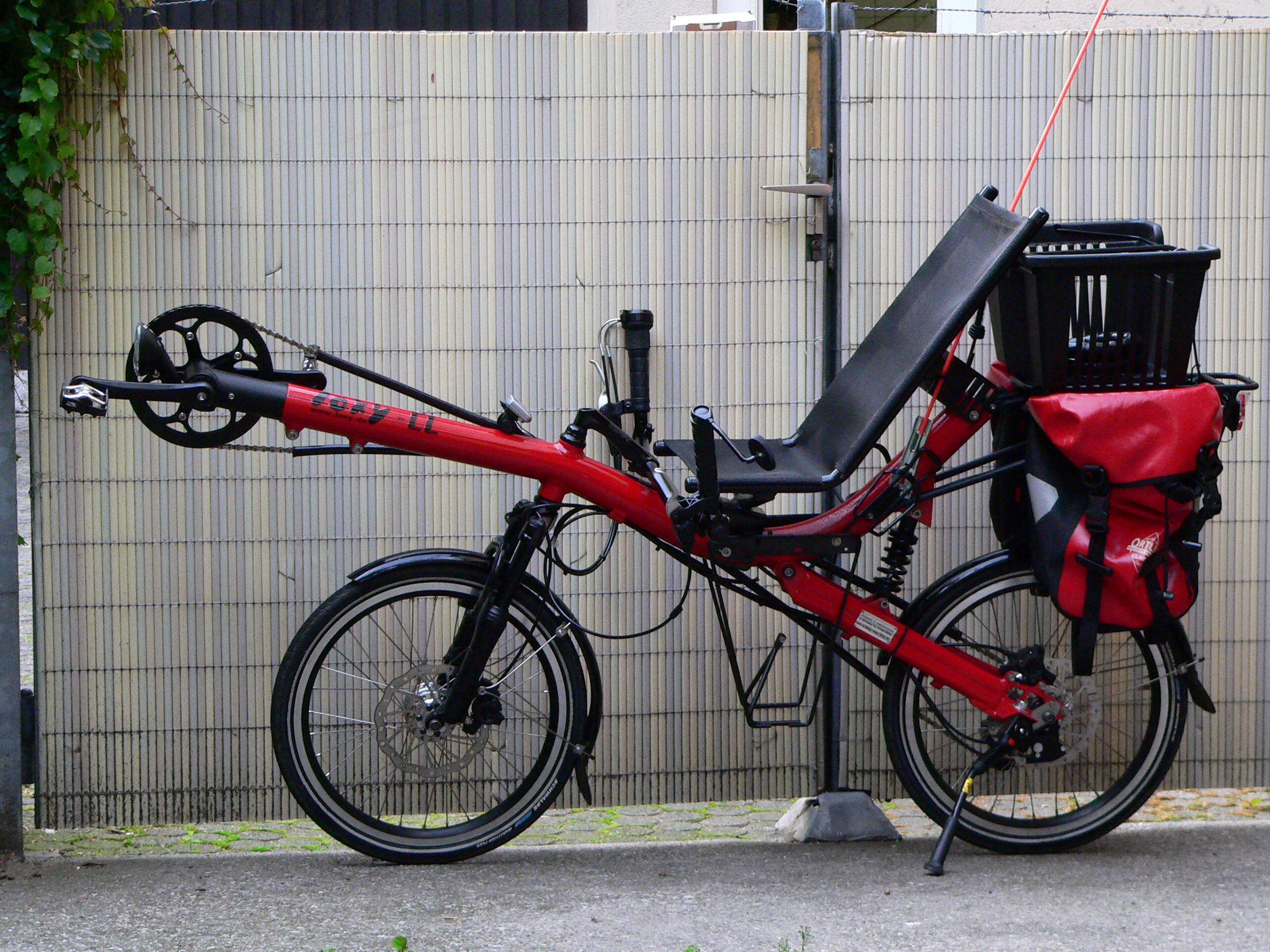
Короткобазный немецкий лигерад Toxy CL, 2006 год.
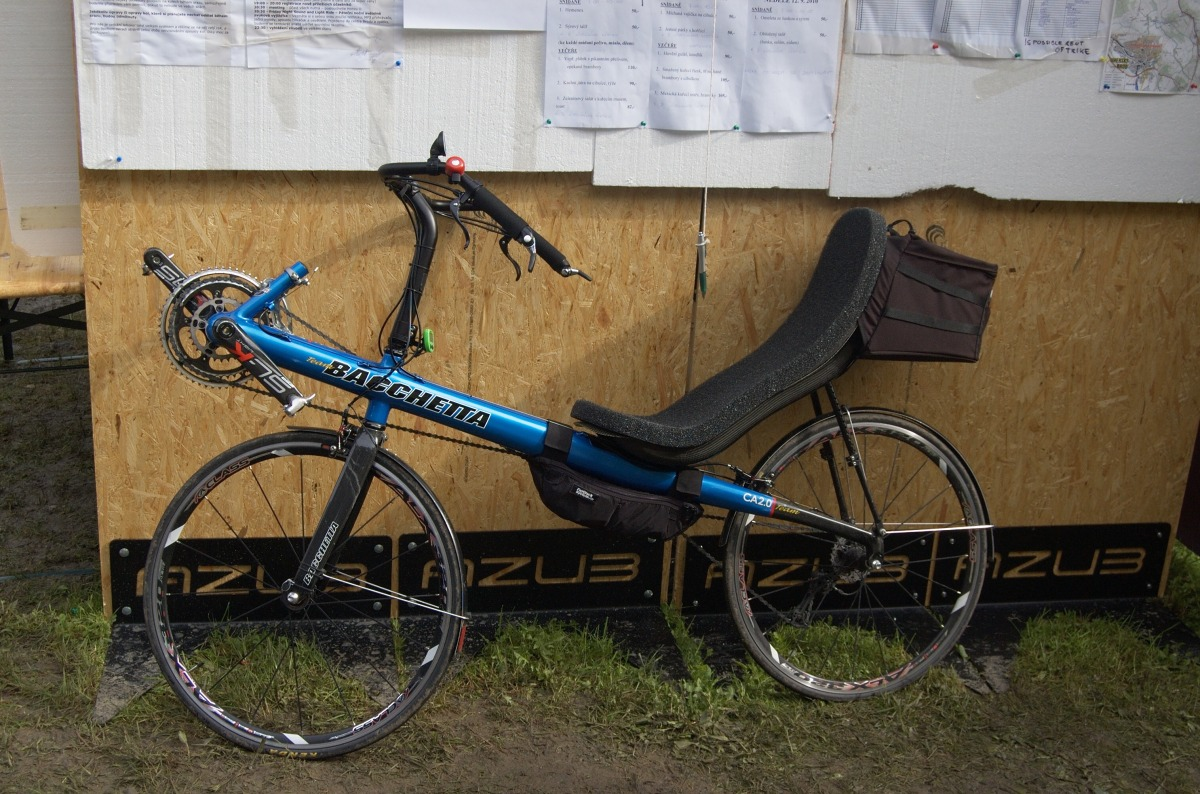
Американский среднебазный лигерад Bacchetta, 2010 год.
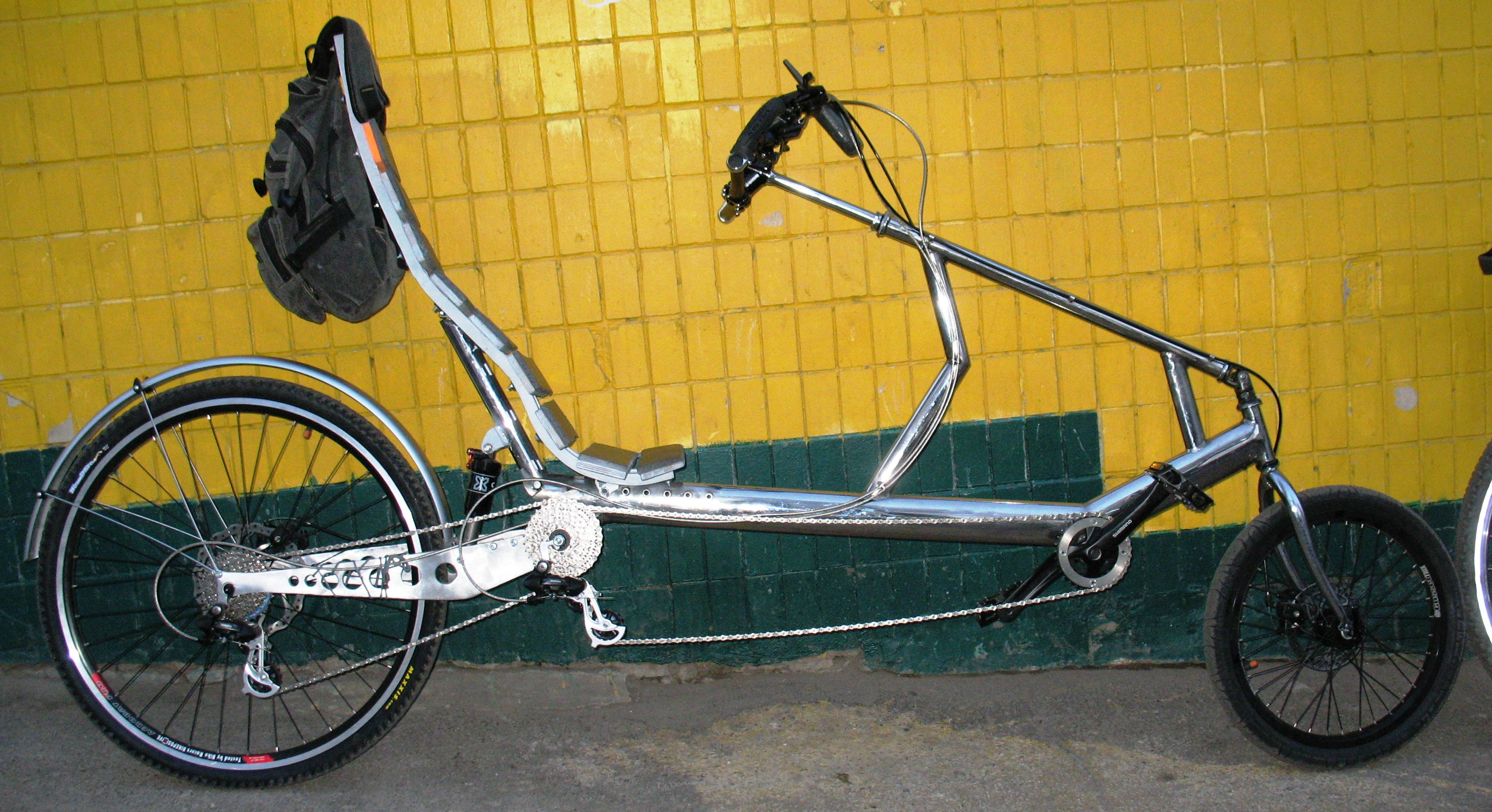
Самодельный длиннобазный лигерад, Украина, 2011 год.

### Посадка
- Высокая посадка — сиденье велосипедиста находится на расстоянии вытянутой ноги от земли. Лигерад с такой посадкой даёт хорошую обзорность. Используются 26" и 28" колёса.
- Средняя посадка — сиденье велосипедиста находится на расстоянии согнутой ноги от земли. Лигерад с такой посадкой обеспечивает хороший компромисс между обзорностью и обтекаемостью. Используются колёса разных размеров.
- Низкая посадка — сиденье велосипедиста находится на расстоянии 15-20 см от земли. Лигерад с такой посадкой обеспечивает минимальную фронтальную площадь, что выгодно с точки зрения аэродинамики. Однако такой лежачий велосипед малозаметен на дороге, и его не следует использовать на оживлённых дорогах. Используются колёса разных размеров, либо одинаковые 20" колёса.

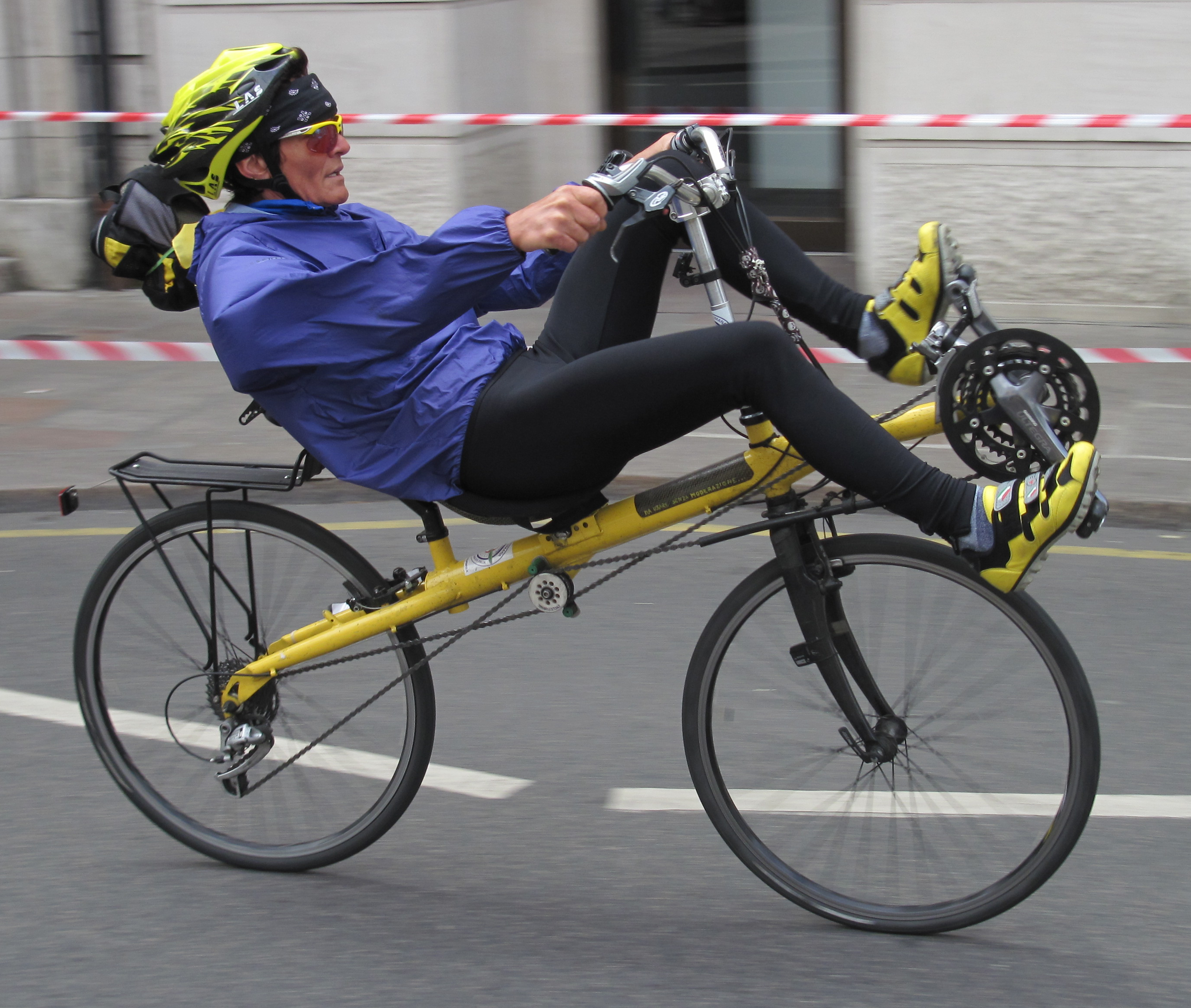
Лигерад с высокой посадкой
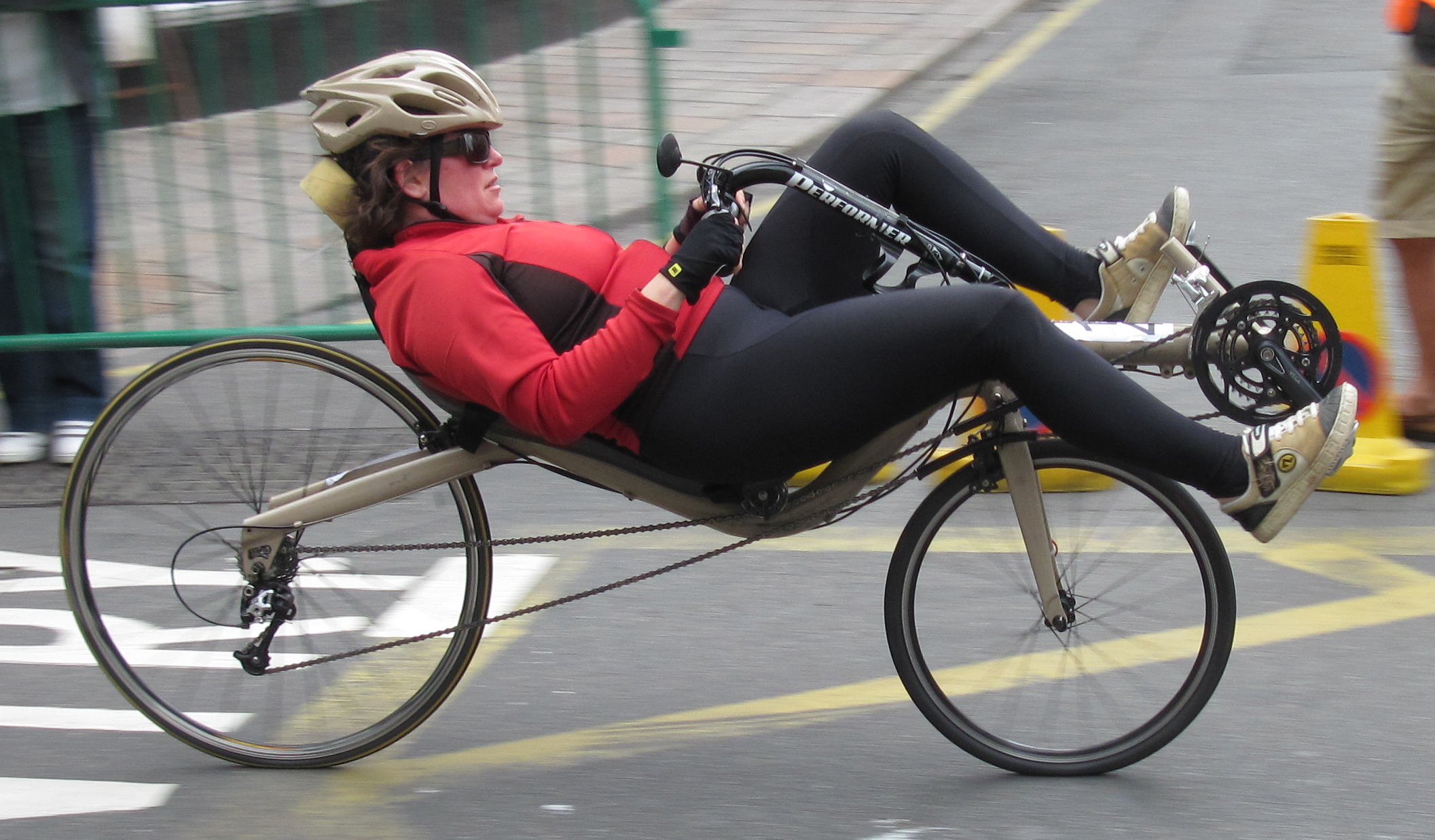
Лигерад со средней посадкой
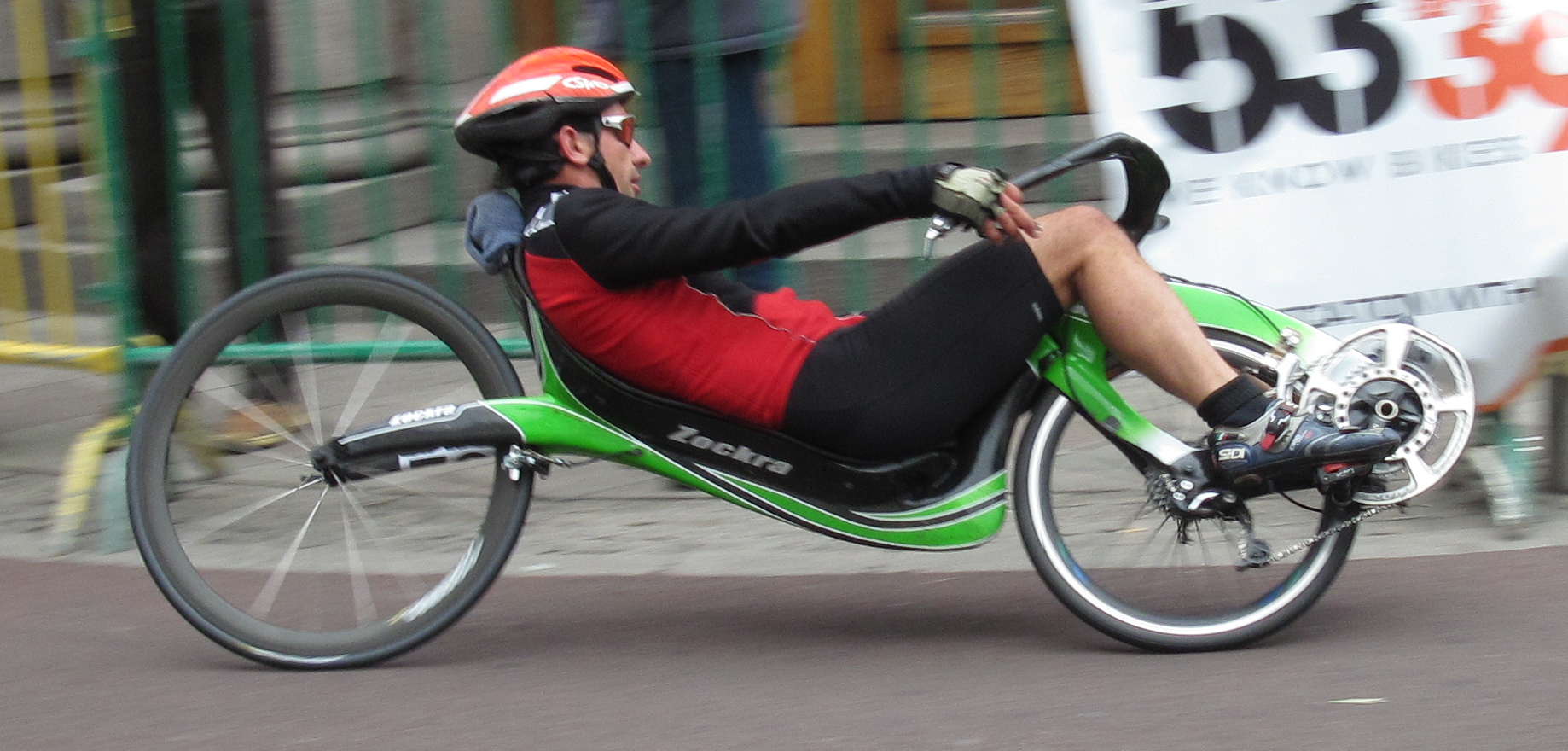
Лигерад с низкой посадкой

## История

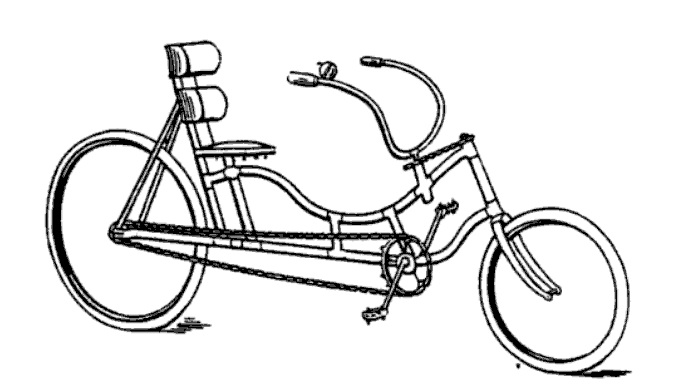
Эскиз американского лигерада, 1900 год.

### До 1918 года

#### Лигерад Брауна
Одним из первых лежачих велосипедов считается длиннобазный лигерад американца Брауна. Он построил свой первый лигерад в 1900 году и запатентовал его в 1902 году. В 1901 году этот лежачий велосипед стоил 20 фунтов в Великобритании и 100 долларов в США. В январе 1902 года английский журнал The Cyclist (рус. «Велосипедист») опубликовал статью про этот лежачий велосипед. По мнению журналистов лигерад отличался хорошей плавностью хода. Его недостатками были большой вес и длина. Манёвренность также оставляла желать лучшего.

#### Лежачий велосипед «Пежо»
В 1914 году, незадолго до начала Первой мировой войны, «Пежо», крупный производитель велосипедов в то время, начал серийное производство длиннобазного лежачего велосипеда. Производство этого лигерада вскоре было свёрнуто в связи с началом войны.

#### «Курортный» лигерад
В «1915 году Популярная механика», известный американский научно-популярный журнал, опубликовал заметку про лежачий велосипед с «креслом». Этот велосипед активно использовался на курортах штата Флорида, где отдыхающие могли насладиться неспешной и комфортной ездой на таком лежачем велосипеде. Важным преимуществом такого велосипеда, по мнению автора заметки, была низкая вероятность получить травму при падении с лежачего велосипеда.

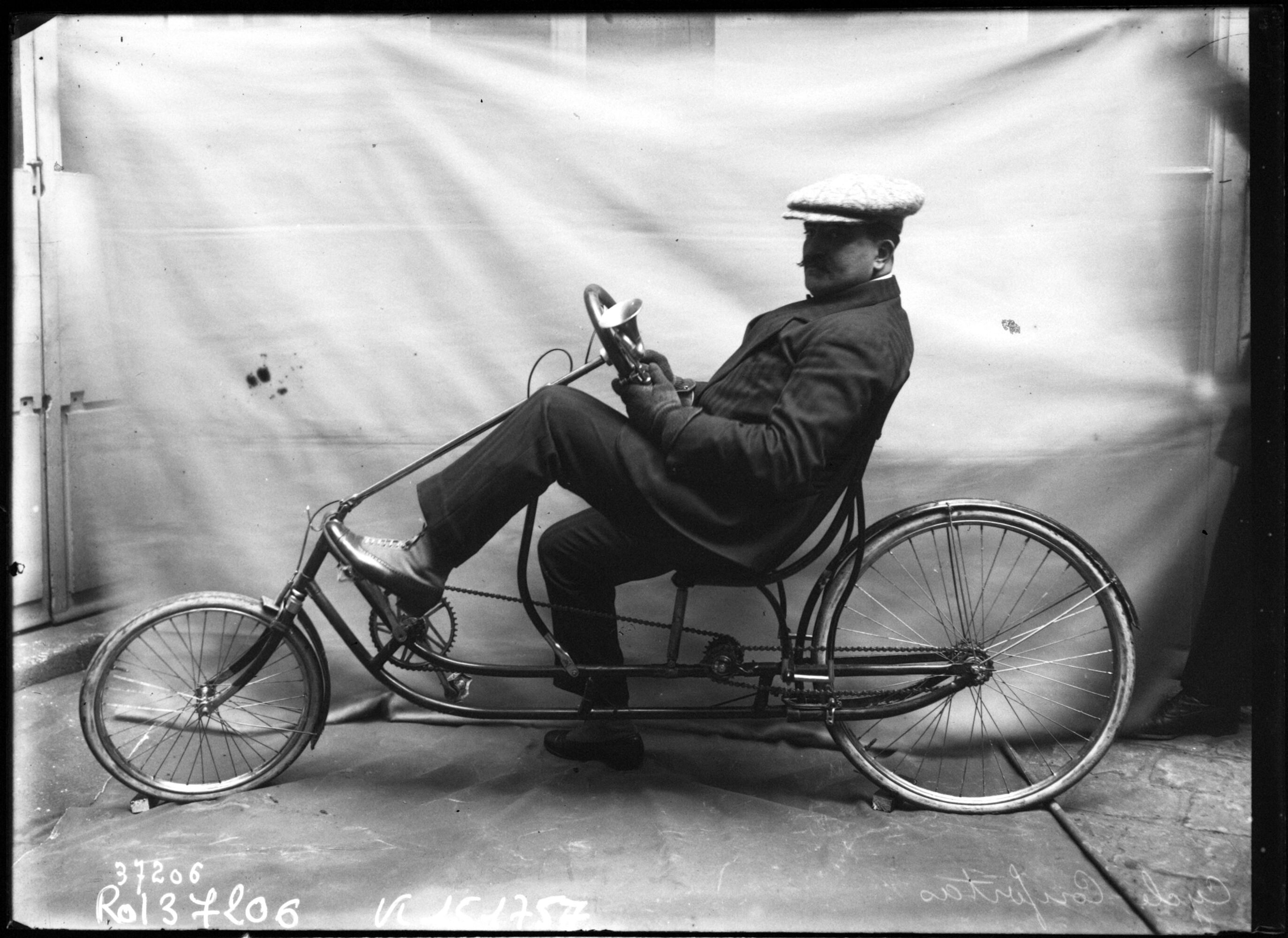
Французский длиннобазный лигерад, 1914 год.
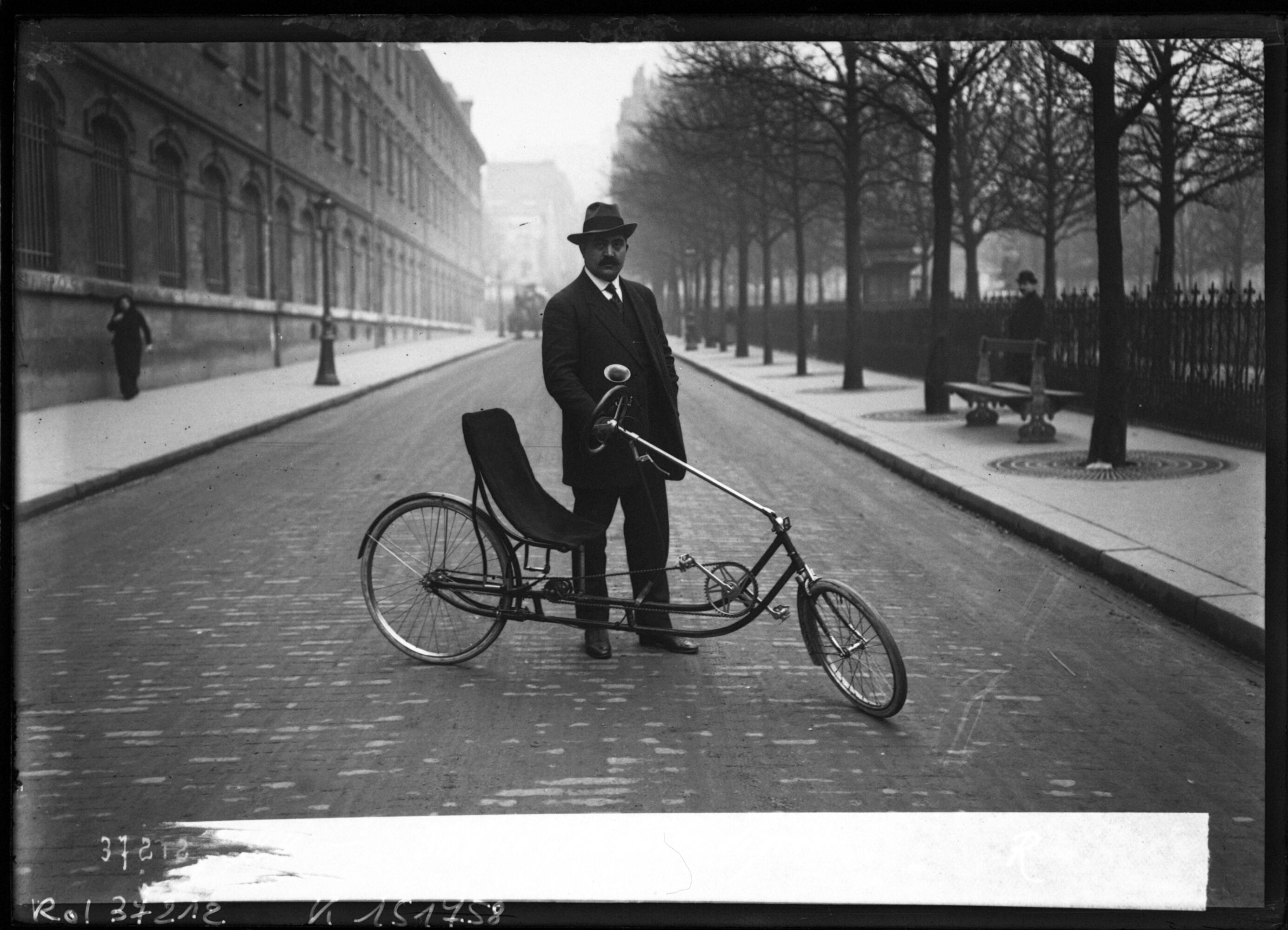
Французский длиннобазный лигерад, 1914 год.
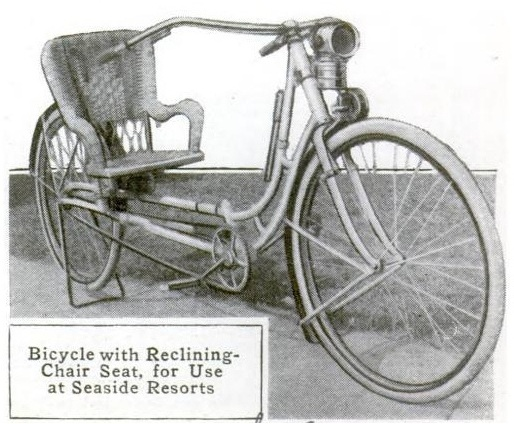
Американский длиннобазный лигерад, 1915 год.

### 1918—1939

#### «Джей-Рад» Пауля Ярая

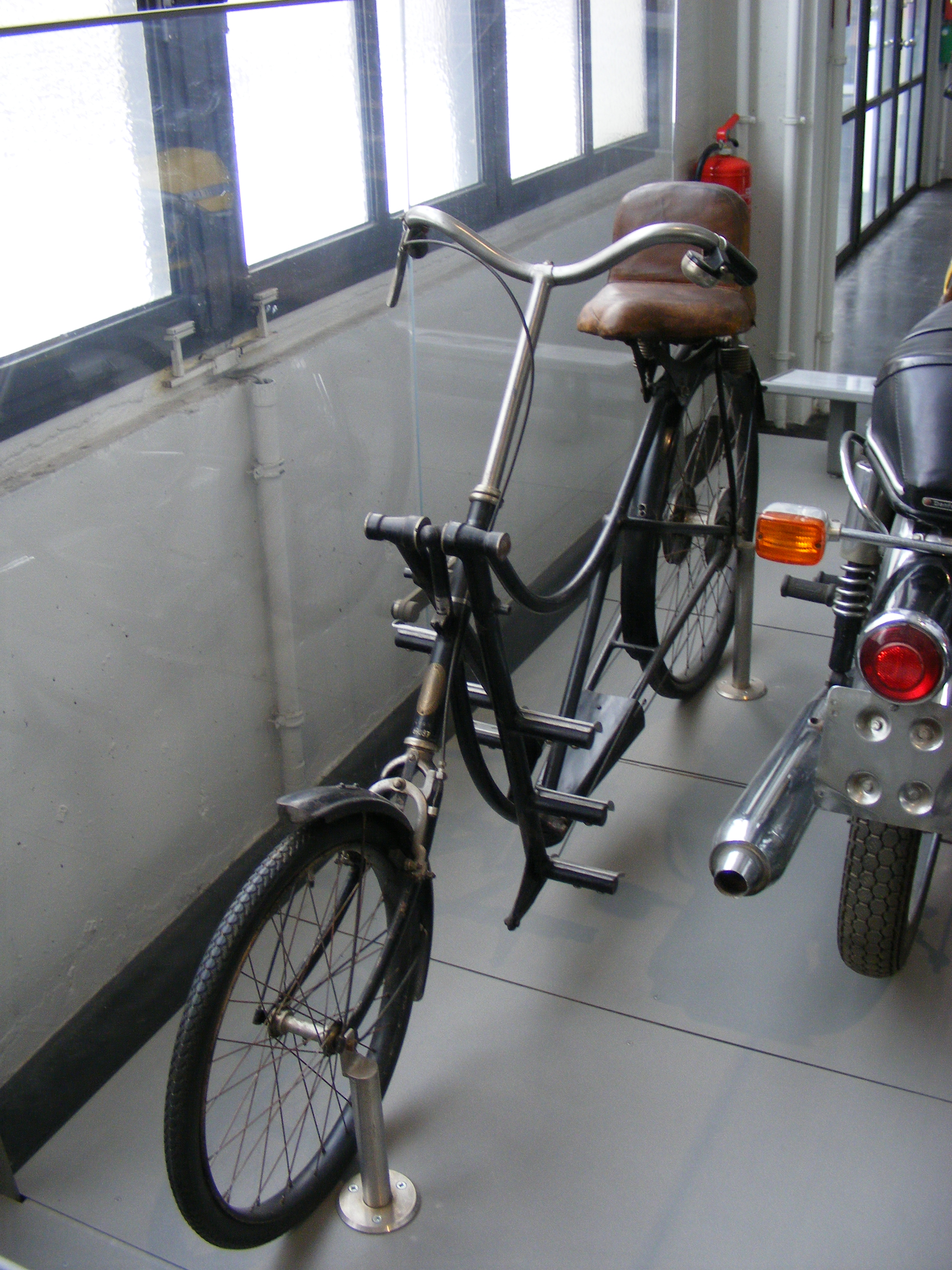
Немецкий лигерад J-Rad с линейным тросовым приводом

Пауль Ярай (венг. Paul Jaray; 11 марта 1889 — 22 сентября 1974) — венгерский еврей, ставший знаменитым инженером благодаря созданию жёсткой оболочки для дирижабля LZ-120 «Bodensee» и обтекаемых кузовов чехословацких автомобилей Tatra 77 и Tatra 87.
Работая в компании «Цеппелин», Ярай загорелся идеей применить открытые им принципы улучшения обтекаемости транспортных средств на велотехнике. Его целью было построить велосипед с лучшей аэродинамикой чем у стандартного велосипеда с параллелограммной рамой.
В 1921—1923 годах на немецкой фабрике «Hesperus-Werke» в Штутгарте было построено около 2000 лежачих велосипедов «Джей-Рад» (J-Rad) с его конструкцией с линейным приводом типа «швейная машинка» (treadle drive). Большинство велосипедов были проданы в Нидерландах, ставших на тот момент крупнейшим рынком велосипедов в Европе. Производство быстро начало набирать обороты, и «Джей-Рад» (известный также как «J-bicycle» и «J-fiets») стал известным не только в Германии, но и в других европейских странах.
В 1922 году Пауль Ярай получил патенты на «Джей-Рад» в нескольких странах, среди которых были Швейцария и Франция. Были также проведены независимые исследования, целью которых явилось желание сравнить эффективность «Джей-Рад» и обычного велосипеда при равной мощности, прилагаемой одним и тем же гонщиком. Был установлен некий порог мощности, который разрешалось выдавать велосипедисту во время эксперимента. Согласно исследованиям, «Джей-Рад» позволял без особых усилий заезжать на подъём в 13 градусов. При максимально разрешённой мощности велосипедист уверенно заезжал на 16-градусный подъём на «Джей-Рад», в то время как на обычном велосипеде он смог преодолеть подъём лишь в 10 градусов, не повышая условленную мощность. Также было установлено, что при равной скорости движения у велосипедиста на «Джей-Рад» частота сердцебиений была всегда ниже по сравнению с ездой на обычном велосипеде в аналогичных условиях.
В 1922 году «Джей-Рад» стоил 210—280 золотых марок. Установка динамо-фары добавляла 24 золотые марки к цене велосипеда. В Нидерландах, на главном велорынке в Европе, велосипед стоил 130 гульденов. Последние «Джей-Рад» в Нидерландах были проданы на распродаже в 1924 году за 100 гульденов.
В 1923 году одна за другой последовали аварии на «Джей-Раде» со смертельным исходом и тяжёлыми травмами. Аварии были вызваны поломкой рамы на скорости при спуске с горы. Журналисты, подбадриваемые крупными велосипедными производителями, организовали травлю Ярая и его лежачего велосипеда в газетах, заявляя, что смертельные аварии — закономерный результат езды на «ненормальном» велосипеде. Проблему надёжности было решено реализовать с помощью замены стали, используемой для производства велосипедной рамы, на более качественную. Однако, было уже поздно: доверие покупателей к новинке оказалось подорвано. «Джей-Рад» получил ярлык смертельно опасного велосипеда, и это поставило крест на его рыночной перспективе.
Таким образом, в 1923 году производство «Джей-Рад» было поспешно прекращено из-за общественного резонанса, вызванного смертельными авариями велосипедистов на велосипедах такого типа. Последние «Джей-Рады» были проданы в Германии в 1925 году.

#### «Вело-Велокар» Шарля Моше

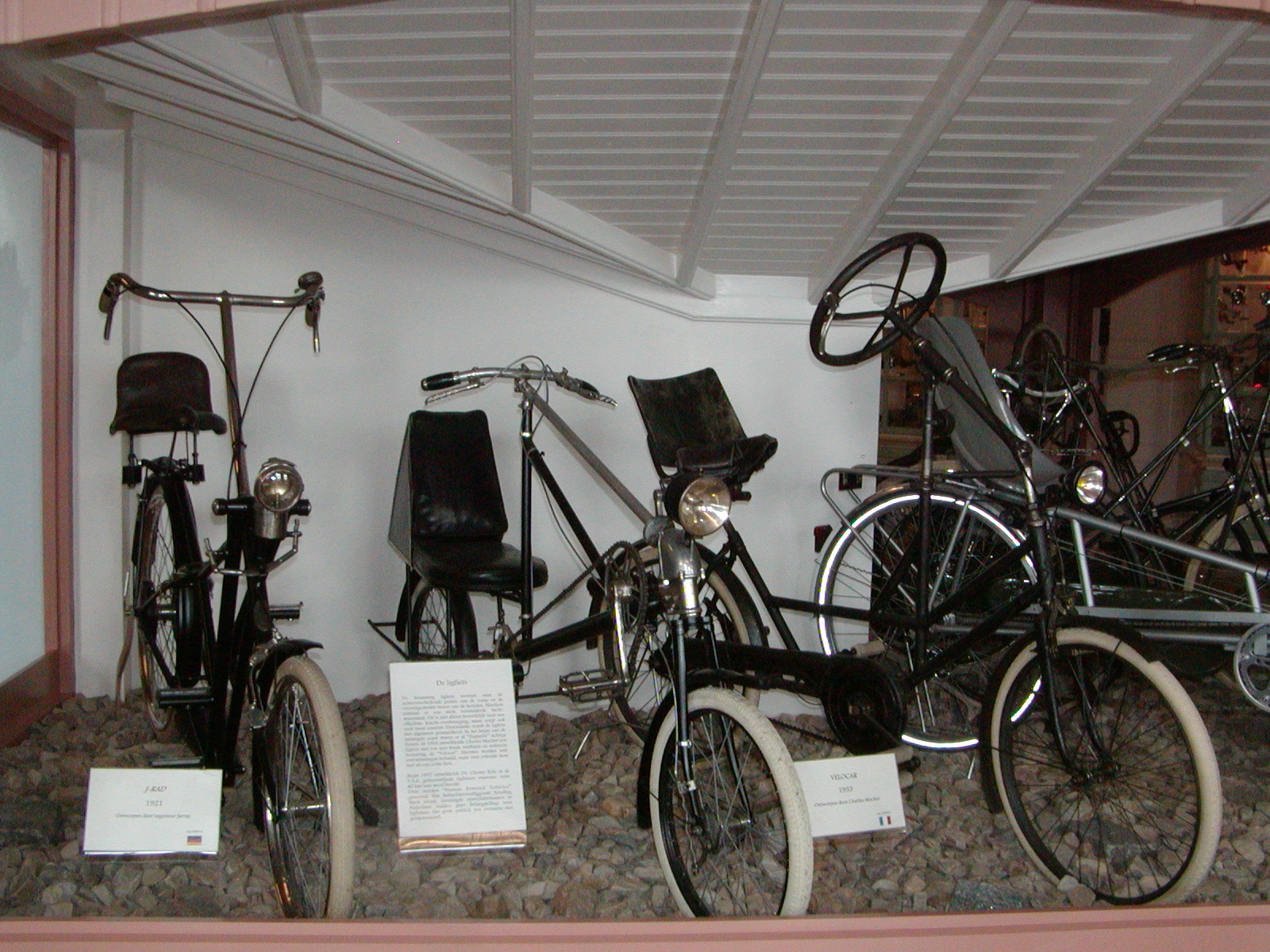
Лежачие велосипеды 1930-х гг. в голландском музее «Велорама». Слева направо: немецкий лигерад J-Rad, французский Velo-Velocar и английский Velostable

Шарль Моше, французский предприниматель, выпускавший веломобили «Велокар» с 1925 года, разработал в начале 1930-х гг лежачий велосипед «Вело-Велокар». В результате получился лигерад на 20" колёсах, с колёсной базой длиной 146 см и регулируемой кареткой, установленной выше сиденья на 12 см. Сиденье также регулировалось по углу наклона.
Моше поставил амбициозные задачи для своего изобретения: победы на этапах мирового первенства и новый часовой рекорд. Для осуществления этой цели, Моше начал активно искать в 1932 году гонщика, который бы помог осуществить задуманное. Поначалу Моше пытался предложить «Вело-Велокар» известным гонщикам, однако они отказались. Велогонщики, к которым обращался Моше, признали удобство посадки и управления нового типа велосипеда. Однако, они отнеслись очень скептически к возможности его применения в гонках мирового первенства. Никто из топ-гонщиков не рискнул расторгнуть прибыльный контракт с крупными велопроизводителями ради очень быстрого, но необычного лежачего велосипеда. Шарль Моше не найдя альтернативы, принимает решение предложить сотрудничество явному аутсайдеру мирового чемпионата — Франсису Фору. Гонщик согласился на эту спортивную «авантюру».
В 1933 году, в первой гонке международного уровня с участием «Вело-Велокара», увидев Франсиса Фора на лигераде, другие гонщики смеялись над ним: «Ты что очень устал и решил прилечь? А подушку не забыл подложить?», «Брось валять дурака, вставай и педалируй, как мужчина». Однако, пользуясь преимуществом лежачего велосипеда в аэродинамике, Фор, явный аутсайдер чемпионата, последовательно в одной гонке за другой уверенно побеждал намного более сильных соперников. Вплоть до запрета лежачих велосипедов МСВ в 1934 году Фор, благодаря «Вело-Велокару», был практически непобедим.
По состоянию на 1933 год, мировой часовой рекорд составлял 44 км 247 м. Рекорд был установлен швейцарцем Оскаром Эггом в 1914 году.
7 июля 1933 года Франсис Фор на лигераде «Вело-Велокар» устанавливает новый мировой часовой рекорд 45 км 055 м. Рекорд был официально засчитан. Однако 29 сентября 1933 года Морис Ришар (Maurice Richard), один из сильнейших велогонщиков того времени, устанавливает новый рекорд для «обычных» велосипедов: 44 км 777 м. Руководство МСВ встало перед дилеммой: велогонки — это состязания гонщиков или конструкторов велотехники?
3 февраля 1934 года состоялся 58-й конгресс МСВ, на котором обсуждалось чем является с формальной точки зрения «Вело-Велокар» и какой рекорд следует засчитать. Конструкторский гений Моше был оценён по достоинству, однако у чиновников МСВ вызвало раздражение победы Франсиса Фора, явного аутсайдера мирового первенства, над признанными велогонщиками. Это вызвало протесты большинства гонщиков и болельщиков. Было устроено голосование, на котором большинством голосов было принято решение аннулировать часовой рекорд Франсиса Фора и признание таковым рекорд Мориса Ришара на стандартном гоночном велосипеде. Было решено, что в соревнованиях могут участвовать только стандартные велосипеды. Было создано две категории: часовой рекорд (UCI hour record) и лучшая человеческая попытка (Best Human Effort). Были сформулированы жёсткие технические требования к велосипеду. Шарль Моше тяжело переживал поражение в противостоянии с МСВ, и в 1934 году он скоропостижно умирает в возрасте 54 лет.
После его смерти его сын Жорж Моше и гонщик Франсис Фор решили осуществить мечту Шарля Моше и побить дистанцию 50 км в часовом рекорде. В 1938 году был построен полностью капотированный стримлайнер на шасси «Вело-Велокара».
3 марта 1939 года Франсис Фор, в возрасте 43 лет, проехал на нём 50 км 537 м за один час, установив новый мировой рекорд в специальной категории МСВ «мускульные средства передвижения с аэродинамическими элементами». После начала Второй мировой войны Франсис Фор эмигрирует в Австралию, где умирает в 1948 году.
Участие «Вело-Велокара» в международных велогонках под эгидой МСВ было рекламой для коммерциализации лежачего велосипеда. Всего было продано несколько сотен «Вело-Велокаров». Главная причина, по который «Вело-Велокар» не обрёл большой популярности, была плохая плавность хода. Обычный велосипед на 28" колёсах с подпружиненным седлом обеспечивал заметно лучшую плавность хода, чем «Вело-Велокар» на маленьких 20" колёсах без каких то либо систем амортизации сиденья или колёс. В европейских городах преобладают дороги из брусчатки, на которых плавность хода «Вело-Велокара» оказалась неудовлетворительной. Как показала практика, на брусчатке или просёлочной дороге «Вело-Велокар» был медленее, чем обычный велосипед. Игнорирование проблемы плавности хода привело к коммерческому провалу «Вело-Велокара».

#### «Грабб Кингстон»

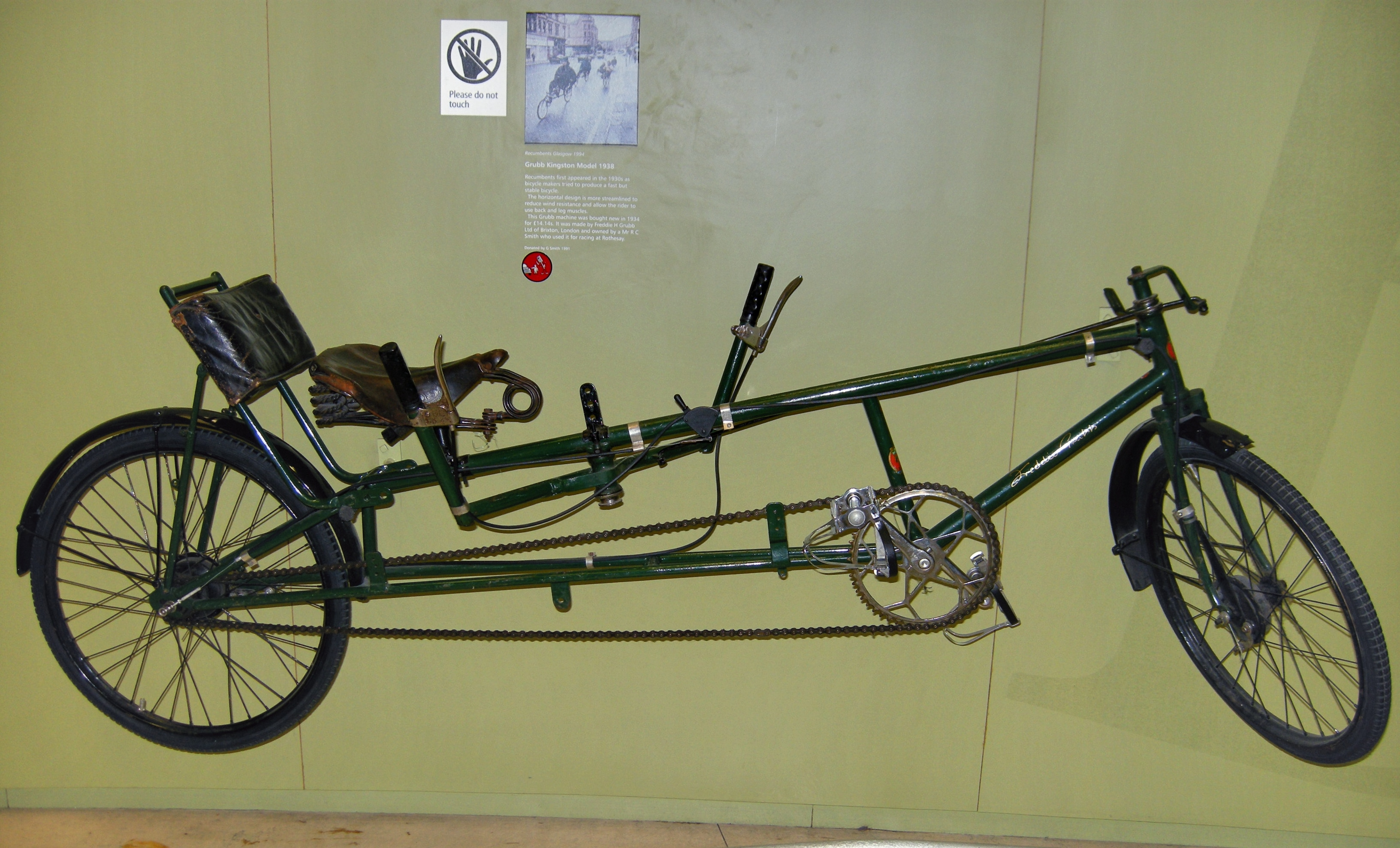
Английский лигерад Grubb Kingston

В августе 1934 года английская фирма «Грабб» начали производство длинобазового рикамбента «Кингстон». Реклама лигерада называла его первым английским лежачим велосипедом.
Производство было налажено в Лондоне. «Кингстон» оснащался трёхскоростной планетарной втулкой Sturmey-Archer. Лигерад стоил 14,1 фунтов в 1934 году.
Выпуск «Кингстонов» был прекращён в связи с банкротством фирмы. Было построено около 16 000 таких лежачих велосипедов.

### 1945—1975

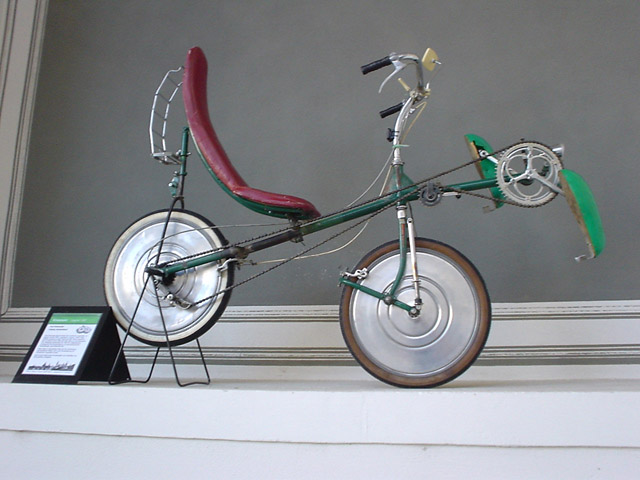
Лигерад П. Ринковского с дисковыми колёсами и радиальными покрышками своей конструкции, ГДР, 1962 год.

В период после Второй мировой войны и до образования Международной Ассоциации Мускулоходов (англ. International Human Powered Vehicle Association) было построено немного лигерадов.
Одними из изобретателей и активными сторонниками лежачих велосипедов в этот период были американец Роберт Райли (англ. Robert Riley) и немец Пауль Ринковский (англ. Paul Rinkowski).

#### Пауль Ринковский
Пауль Ринковский (24 апреля 1915 — 14 марта 1986) — немецкий изобретатель из ГДР и пионер в области разработки лежачих велосипедов в послевоенный период. В период с 1947 по 1985 год Ринковский построил и всесторонне испытал на предмет эффективности и максимальной скорости десятки лежачих велосипедов своей конструкции.
Изобретатель много работал над улучшением обтекаемости велотехники и уменьшением сопротивления качению покрышек своих лежачих велосипедов. Для увеличения скорости своего лигерада Ринковский использовал дисковые колёса, радиальные велопокрышки своей разработки, обтекатели на педалях. Радиальные велопокрышки размером 500×48 мм конструкции Ринковского, созданные для его же лигерада, имели коэффициент сопротивления качению 0,00345, что было на 75 % меньше, чем у стандартных шин-однотрубок размером 700С, имевшие коэффициент равный 0,00600.

#### Роберт Райли

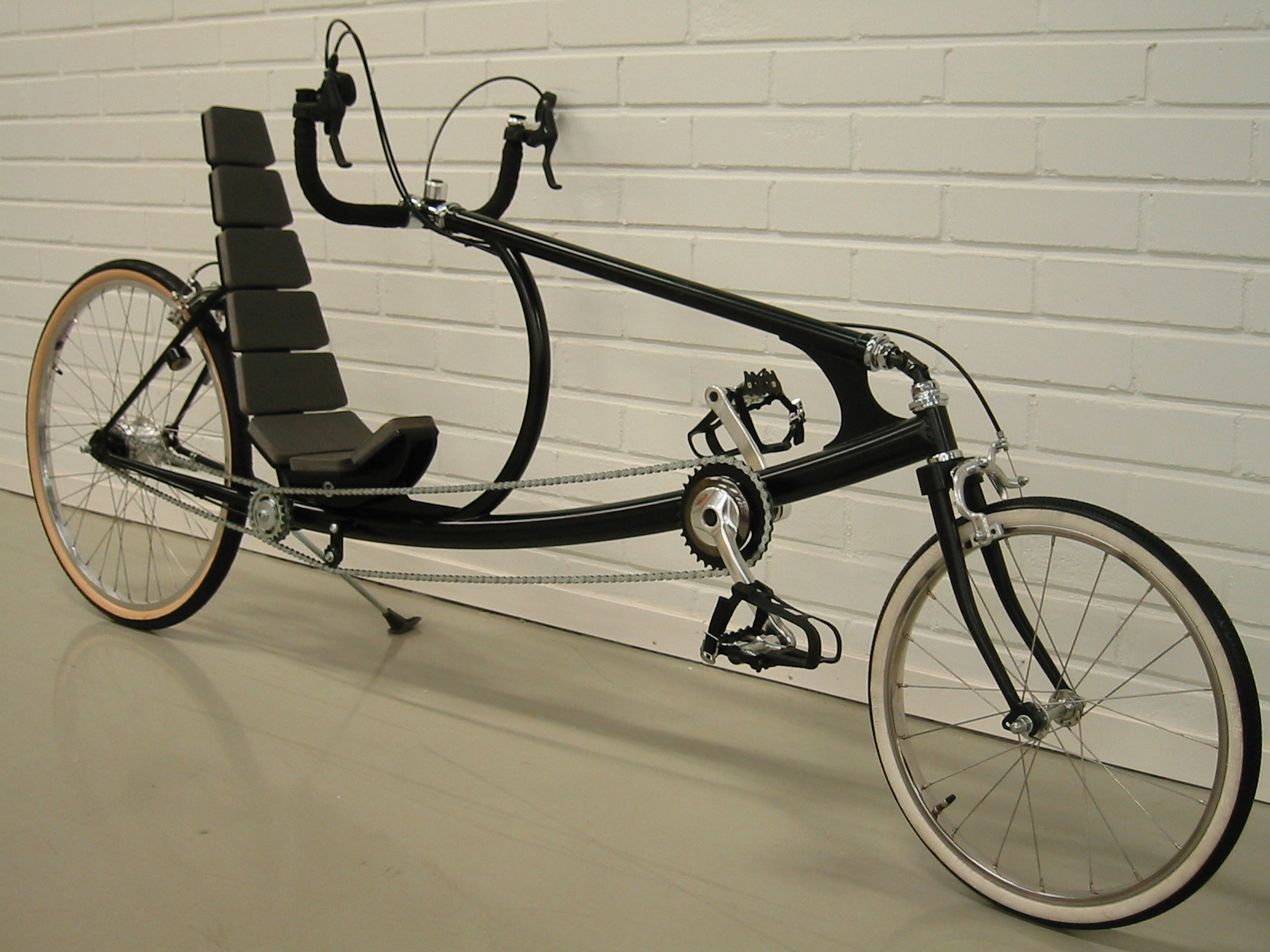
Современная версия Ground Hugger

В апреле «1969 года в известном американском журнале Популярная механика» была опубликована статья в стиле «сделай сам» про то, как построить длиннобазный рикамбент «Ground Hugger». Автором этого лежачего велосипеда был американец Роберт Райли. Роберт получил патент на эту конструкцию в середине 1960-х гг, однако не смог найти партнёра, который бы взялся начать выпуск новинки. Поэтому изобретатель решил заработать, опубликовав рекламу своего рикамбента в «Популярной Механике». В упомянутой статье было рассказано про основные моменты постройки «Ground Hugger». Тем, кому не хватало информации, могли заказать за $5 полный комплект чертежей с детальными инструкциями.
Рикамбент получил признание. Было построено немало этих лежачих велосипедов, что вызвало интерес к теме нестандартной велотехники. Роберт Райли до сих пор продаёт чертежи «Ground Hugger», а точнее его современной версии «XR2» на своем сайте.

### После 1976 года

#### Международная Ассоциация Мускулоходов
В связи с лунной программой НАСА и сопутствующим желанием выяснить предельные возможности человека, а также появлением на свет необычных экземпляров велотехники, появилось неорганизованное движение веломобильных энтузиастов, которые строили и испытывали самодельные гоночные мускулоходы. Для того, чтобы стимулировать развитие этого перспективного направления велотехники, было принято решение образовать International Human Powered Vehicle Association (рус. Международную Ассоциацию Мускулоходов). Организация была создана 28 марта 1976 года. Это впоследствии стало толчком для установления ряда мировых рекордов скорости на лежачих велосипедах.
В данное время IHPVA сконцентрировалась на проведении следующих видов соревнований веломобилей: спринт с хода на 200 метров, часовой и суточный рекорды.
Гонки веломобилей под эгидой IHPVA проводятся на трассе № 305, недалеко от американского городка Бэттл Маунтин (Battle Mountain), в штате Невада. Место проведения соревнований находится на высоте 1407 метров над уровнем моря. Заезды обычно проводятся в конце сентября или в начале октября. В соревнованиях ежегодно принимает участие 10—20 хорошо подготовленных команд. Максимальная скорость замеряется на последних 200 метрах восьмикилометрового участка для разгона. Типичная скорость гонщиков во время спринта составляет более 100 км/ч.

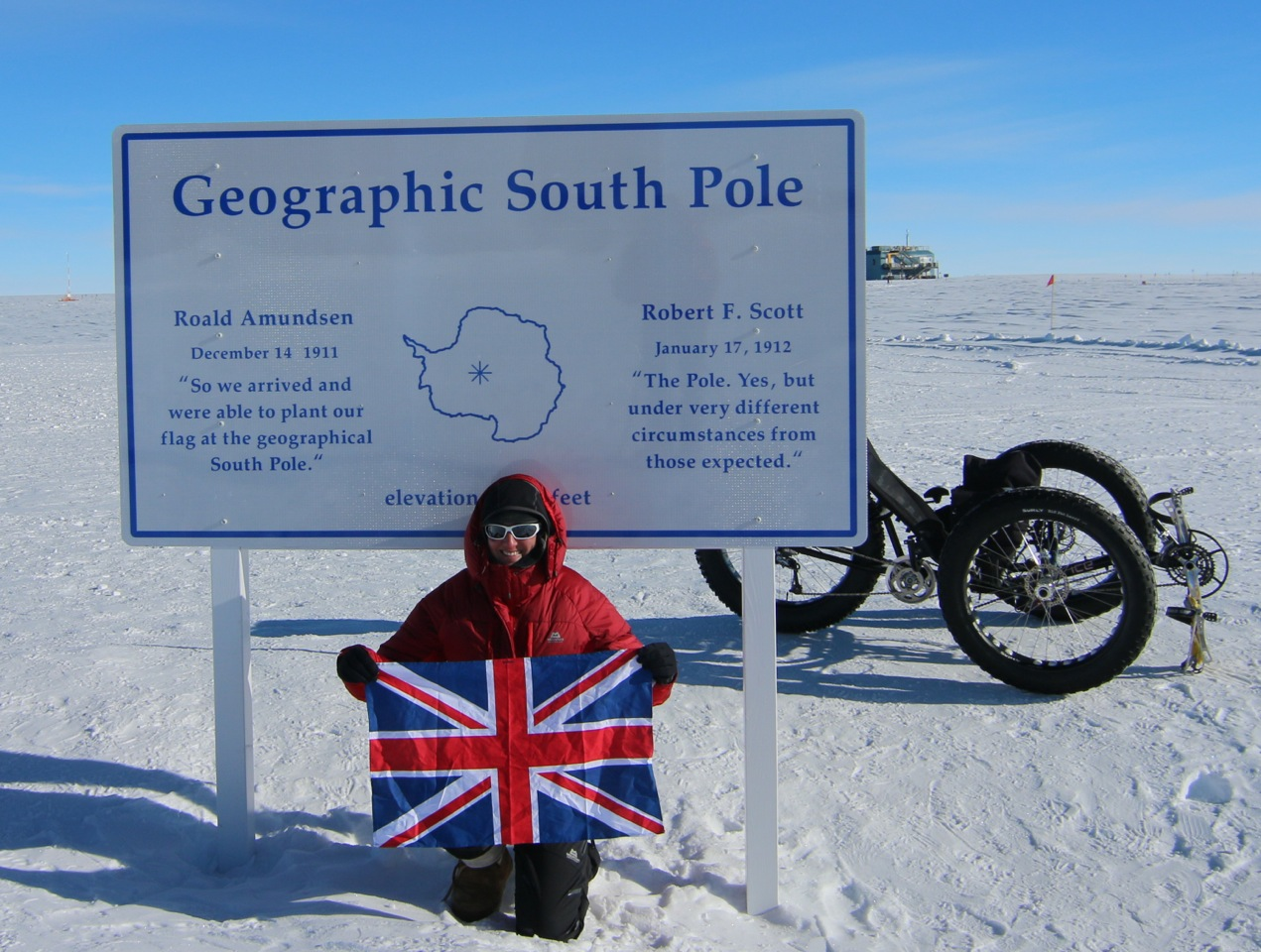
Мария Лейерстам на Южном полюсе и её велосипед

Долгое время рекорд в спринте с хода на 200 метров принадлежал канадскому гонщику Сэму Уиттингхэму на стримлайнере «Варна Диабло-3». 18 сентября 2008 года гонщик на капотированном лежачем велосипеде конструкции Георгия Георгиева развил 132,5 км/ч в спринте на 200 метров с хода.
15 сентября 2013 года голландская команда из Делфтского технического университета и Амстердамского свободного университета установила новый рекорд скорости езды на VeloX3, лежачем велосипеде с аэродинамическим обтекателем. Себастьяну Боуйеру удалось разогнать его до 133,78 км/ч.
В декабре 2013 года британская путешественница Мария Лейерстам стала первым человеком, достигнувшим Южного полюса на мускулоходе от края континента (граница ледника Росса). Она использовала модифицированный серийный рекомбент фирмы Inspired Cycle Engineering, при этом поставив рекорд скорости: весь путь занял 10 дней и 15 часов.

VeloX3, лежачий велосипед с аэродинамическим обтекателем, на котором голландский велогонщик Себастьян Боуйер развил 133,78 км/ч в спринте на 200 метров с хода.
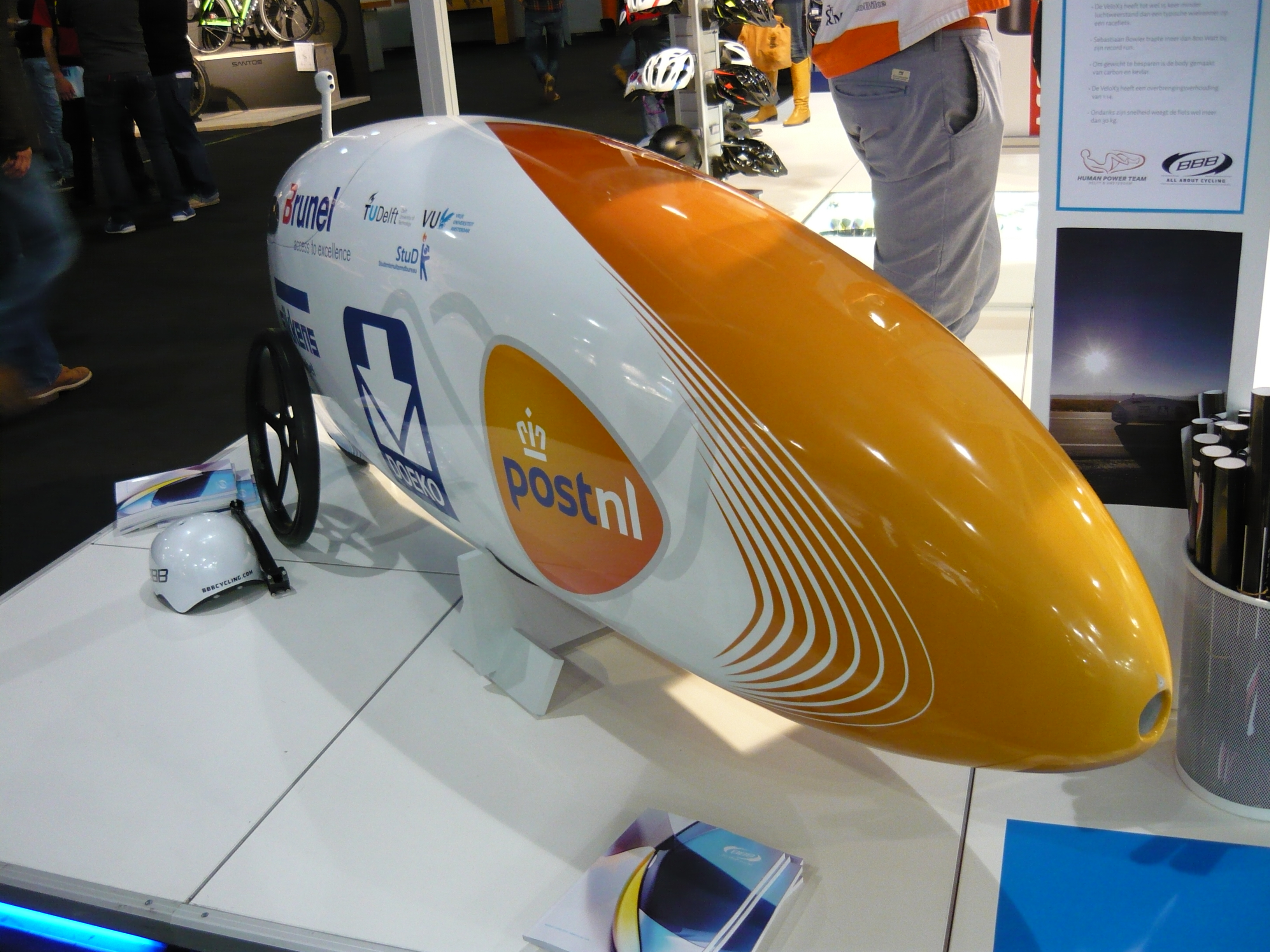
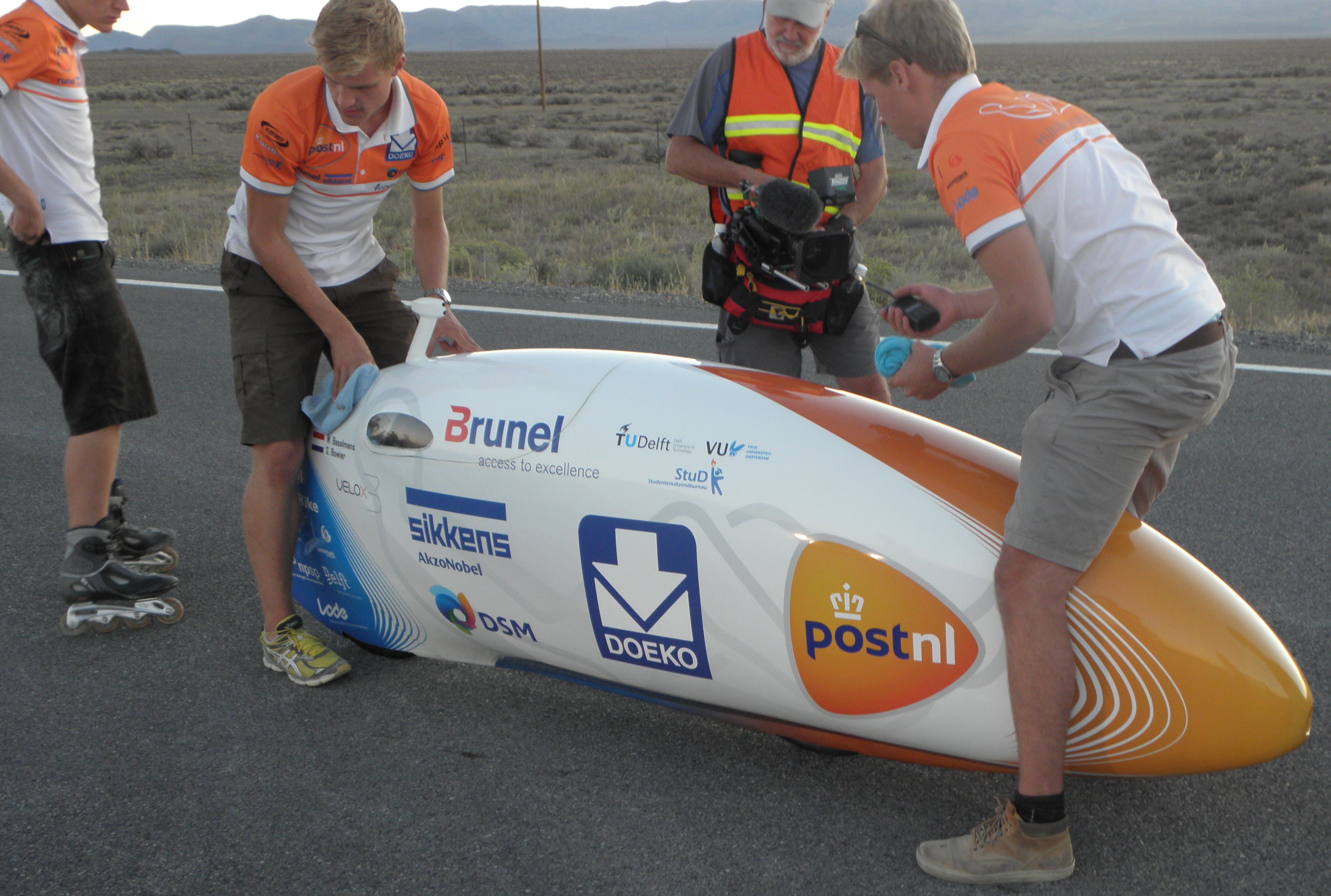

19 сентября 2015 года канадская команда AeroVelo из Торонтского университета установила новый рекорд скорости езды на Eta, лежачем велосипеде с аэродинамическим обтекателем. Тодду Рейчарту, капитану команды, удалось разогнать его до 139,45 км/ч.

#### Московский клуб энтузиастов биотранспорта
Московский клуб энтузиастов биотранспорта был основан 14 мая 1986 года Ульяновским Вениамином Вениаминовичем, главным конструктором Московского завода холодильников. С 1986 по 1993 год клуб проводил московские фестивали альтернативной велотехники «Золотое Кольцо». В мероприятиях участвовали любители веломобилей и лежачих велосипедов со всего СССР. Фестиваль традиционно завершался пробегом нестандартной велотехники по Золотому кольцу России. В конце 1980-х гг КЭБ был одним из крупнейших клубов веломобилистов в мире. Клуб продолжает свою деятельность и сейчас. В 2006 году вновь начали проводиться пробеги альтернативной велотехники. 14 мая 2011 года КЭБу исполнилось четверть века.
 Чемпионаты и фестивали веломобилей и лежачих велосипедов в СССР:
- Ежегодный велофестиваль в г. Шяуляй (1983—1989 гг)[46]
- Веломобильные фестивали «Золотое кольцо»[47]
- Всесоюзный фестиваль экологических видов транспорта — 1988 год, г. Новгород[48]
- Всесоюзный фестиваль экологических видов транспорта — 1989 год, г. Николаев[49][50]
- Первый веломобильный чемпионат СССР — 1990 год, г. Минск
- Всесоюзный фестиваль экологических видов транспорта — 1990 год, г. Полтава[51]
- Второй веломобильный чемпионат СССР — 1991 год, г. Запорожье[52][53]